# Microprocesor

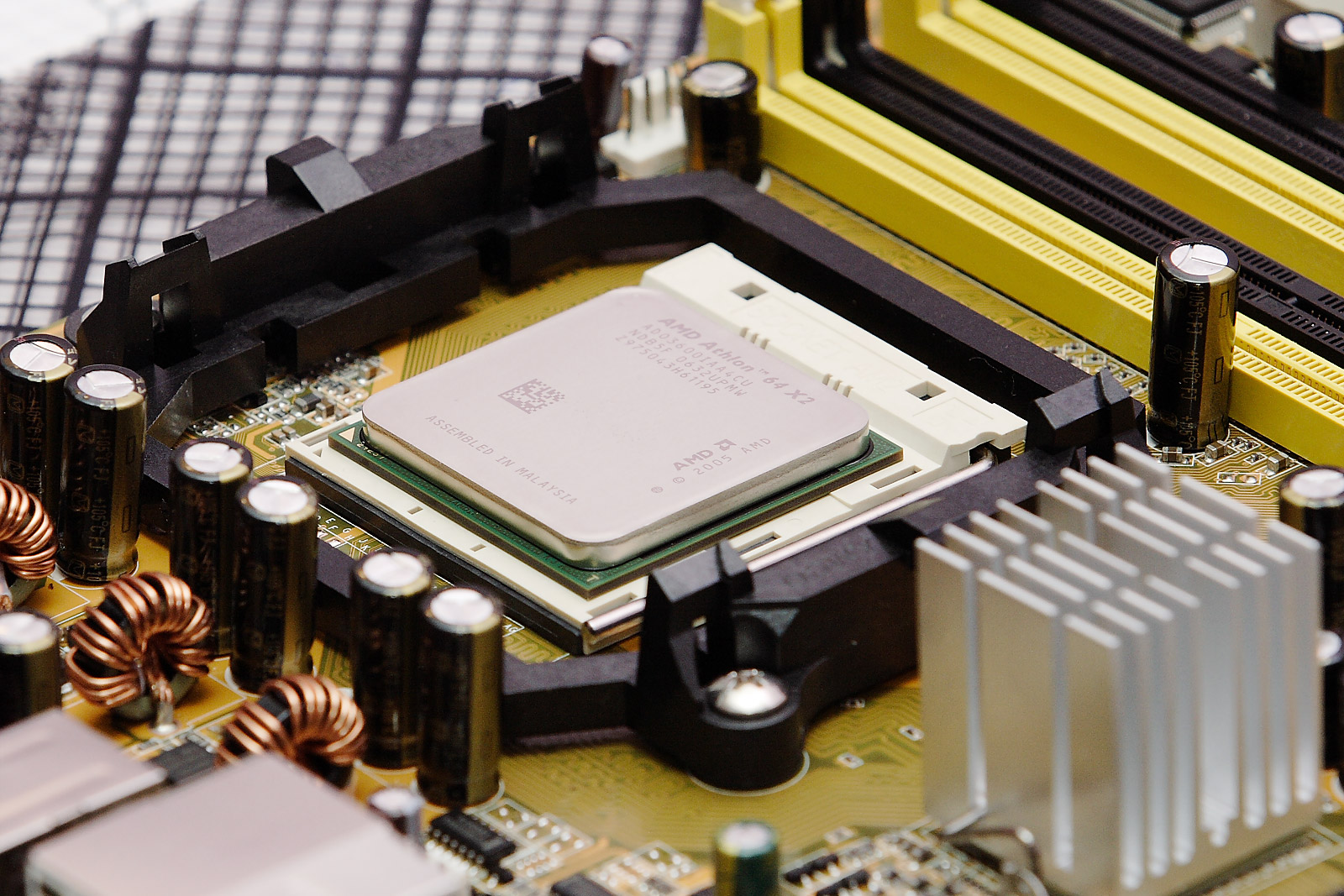
Procesor AMD Athlon 64 X2 conectat pe soclu la placa de bază

Un microprocesor este un procesor ale cărui componente au fost suficient de miniaturizate pentru a fi grupate într-un singur circuit integrat. Un microprocesor este o implementare cu un singur chip a unui procesor și care încorporează toate sau majoritatea funcțiilor unei unități centrale de procesare (UCP). Microprocesoarele sunt utilizate în orice arhitectură de calcul: PC-uri, servere, laptop-uri, sisteme înglobate etc, unde compatibilitatea software, performanța, generalitatea și flexibilitatea sunt importante. În prezent, aproape toate procesoarele de uz general sunt microprocesoare, ceea ce face ca cei doi termeni să fie practic sinonimi. 
Microprocesorul este realizat adesea pe o singură plăcuță de siliciu sau alt material semiconductor, care poate avea peste un milion de tranzistoare. Microprocesorul efectuează operațiile esențiale de prelucrare și controlează celelalte elemente ale sistemului de calcul. Microprocesorul constituie „creierul calculatorului”. Această componentă a computerului care coordonează întregul sistem, a marcat progresul tehnologic al ultimilor 50 de ani. Cu cât circuitele compacte sunt mai multe, cu atât microprocesorul va fi mai rapid, pentru ca electronii care intră în componența sa, vor avea de străbătut o distanță mai mică. Pe măsură ce cipurile își micșorează dimensiunile, un număr tot mai mare poate fi integrat în același diametru de silicon, prin îmbunătățirea echipamentului care se ocupă de funcționalitatea straturilor multiple. De-a lungul ultimilor decenii ani, avantajele date de prețurile relativ reduse și de dublarea capacității de procesare, au făcut ca PC-urile să devină principalul consumator de microprocesoare.
Termenul microprocesor a fost introdus în 1972 de către Intel, realizatoarea primului microprocesor de 4 biți, în anul 1971. Utilizarea microprocesoarelor a fost orientată inițial cu predilecție ca microcontrolere în structuri dedicate, pentru aplicații de control al proceselor. Apariția acestora a revoluționat modul de proiectare al sistemelor de calcul.
Datorită costului redus și fiabilității ridicate, microprocesoarele au o largă aplicabilitate fiind folosite pentru realizarea de microcalculatoare, echipamente periferice, sisteme de conducere a proceselor industriale, aparate medicale, etc. 

## Istoric
Primul pas major în istoria procesoarelor a fost apariția tranzistoarelor la începutul anilor 1950. Cu această inovație, s-au adus procesoare tranzistorizate mult mai complexe și fiabile. Totodată în această perioadă a apărut și tehnologia de fabricare a procesoarele pe circuite integrate, iar cu evoluția microelectronicii procesoarele au devenit  din ce in ce mai mici și mai performante.
Primele microprocesoare au apărut la începutul anilor ’70 și au fost utilizate pentru calculatoare electronice, folosind aritmetica zecimală (BCD) cu [sistem binar|[coduri binare]] pe cuvinte 8 biți, precum terminale, imprimante, diverse tipuri de automatizare etc. Microprocesoarele accesibile pe 8 biți cu adresare pe 16 biți au dus și la primele microcomputere cu scop general de la mijlocul anilor '70.
De la începutul anilor ’70, apar microprocesoarele pearhitectură 16 biți. Creșterea capacității microprocesoarelor a urmat legea lui Moore; acest lucru a sugerat inițial că numărul de componente care pot fi montate pe un cip se dublează în fiecare an. 
În anii 1980, odată cu lansarea arhitecturii pe 32-bit, microprocesoarele au devenit nu numai o industrie completă, dar au determinat o creștere spectaculoasă a cererii de circuite integrate diverse și în special de memorii. Ele sunt utilizate nu numai ca unități centrale în microcalculatoare dar și în calculatoarele mari, în care numeroase unități care funcționează în paralel, conțin microprocesoare.

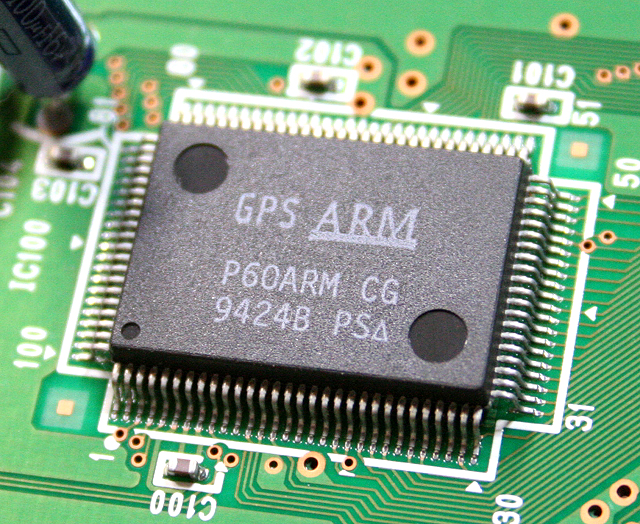
Microprocesor ARM60

Apariția în anii 1986 -1987 a primelor microprocesoare pe arhitectură RISC (Reduced Instruction Set) comerciale: AMD2900 (AMD), ARM (Acorn), MIPS R2000 (Stanford), SPARC (Sun), PA-RISC (Hewlett Packard). Variante noi ale acestora care au apărut la mijlocul anilor '90 au fost disponibile pentru stații de lucru și desktop.
Dezvoltarea spectaculoasă a microprocesoarelor pe 64-bit din anii 1990, (inclusiv consola de jocuri Nintendo 64 în 1996), a produs o enormă piață de periferice, de programe software, servicii etc. 
La începutul anilor 2000 au fost introduse microprocesoare pe 64 biți vizați de piața de calculatoare. Din anul 2003, acestea au fost utilizate pe scară largă în computerele personale (x86-64 și PowerPC 64), și de la mijlocul anului 2010 în dispozitive mobile (smartphone-uri, tablete, sisteme înglobate) cu microprocesoare pe arhitectură ARM (ARMv8-A, AArch64). Toate calculatoarele personale apărute după 2010 au procesor pe 64 de biți. 
Apariția calculatoarelor low-cost pe circuite integrate a transformat societatea modernă. Microprocesoarele de uz general din calculatoarele personale sunt utilizate pentru calcul, editare de text, multimedia, comunicare pe internet etc. Microprocesoarele fac parte din sistemele încorporate, asigurând controlul digital asupra numeroase aplicații, de la aparate electrocasnice și telefoane celulare, până la automobile și controlul proceselor industriale. 

Evoluție a microprocesoarelor Intel

### Evoluție

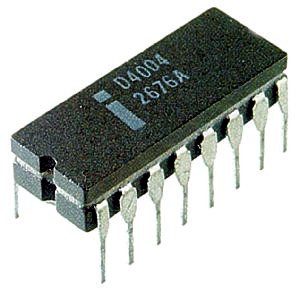
Primul microprocesor: Intel 4004 (1971)

- 1971: primul microprocesor, Intel 4004 pe 4-bit, a fost realizat de Intel, bazat pe un proiect Busicom din 1969

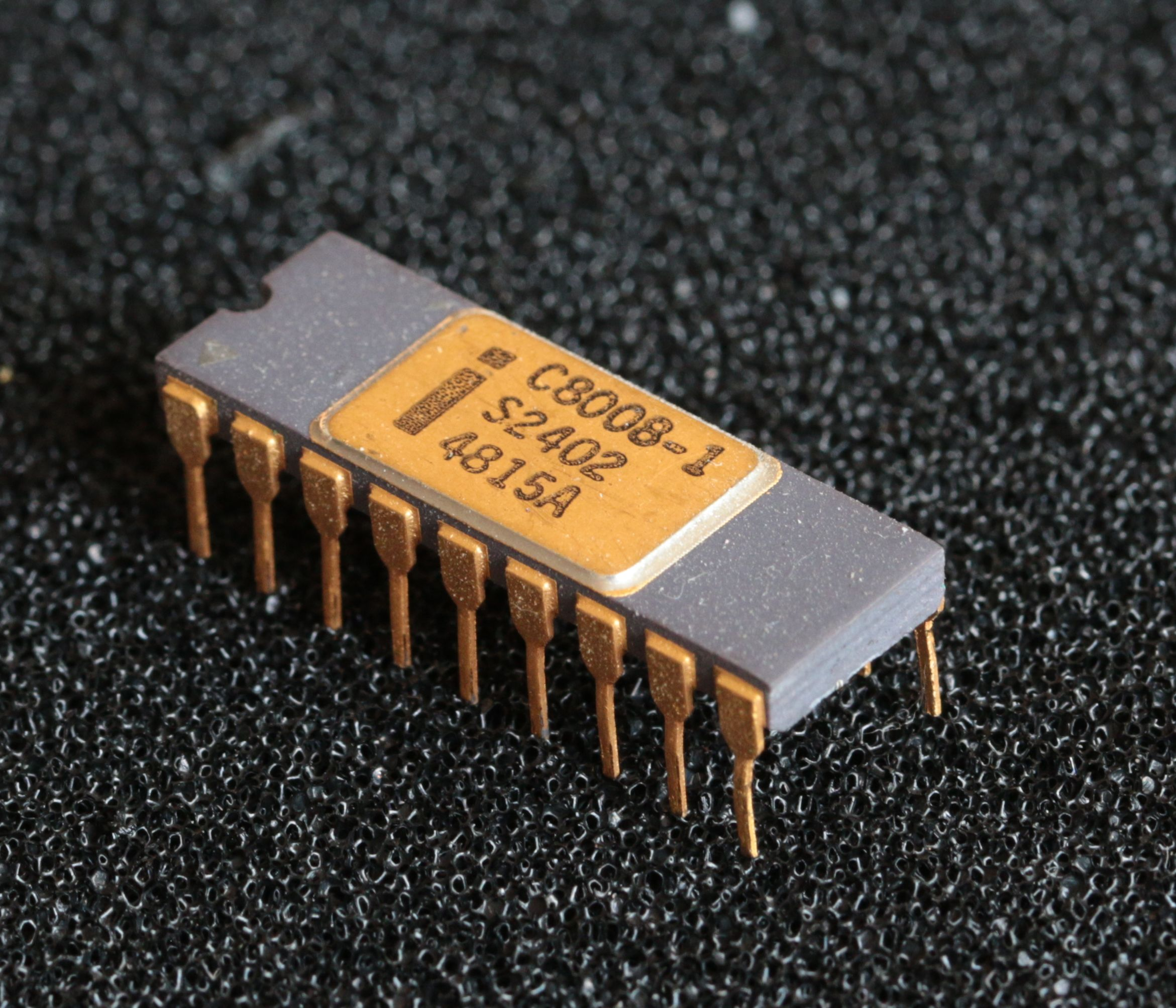
Intel 8008

- 1972: Intel 8008, primul microprocesor pe 8 biți și adrese pe 14 biți. A fost baza pentru calculatoarele Mark-8.  Procesorul a fost produs în colaborare cu  Computer Terminals Corporation (ulterior Datapoint), din San Antonio, Texas.

- 1973: este produs National Semiconductor IMP-16, primul microprocesor multi-cip de 16 biți. În același an, National a introdus primul microprocesor cu un singur chip de 16 biți, PACE, care a fost urmat ulterior de o versiune NMOS, INS8900. Primul microprocesor cu un singur chip de 16 biți a fost TMS 9900 TI, introdus în 1976, care era, de asemenea, compatibil cu linia de minicomputere TI-990.

- 1974: este introdusă prima generație de microprocesoare Intel 8080 care a oferit performanțe îmbunătățite față de 8008, frecvența de 2 - 4 MHz. A fost integrat în calculatorul Altair 8800

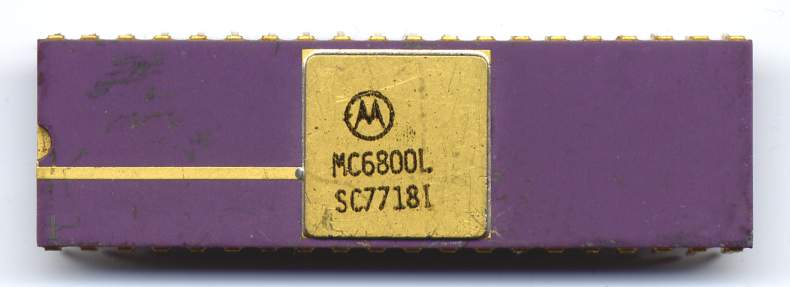
Motorola MC6800L

- 1975: Motorola prezintă M 6800 împreună cu o familie de circuite periferice care implementează funcții bine precizate (interfață paralelă, interfață serială, ceas-temporizator)

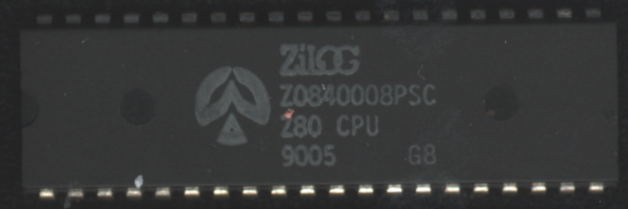
Zilog Z80

- 1976: primul microprocesor cu un singur chip de 16 biți a fost TMS 9900 TI, care era compatibil cu linia de minicomputere TI-990. A urmat Z80 al firmei Zilog și MOS Technology 6502, unitatea centrală a lui Apple 2 și a primelor microcalculatoare Commodore. Intel aduce procesorul 8085 care adaugă lui 8080 caracteristici noi printre care 75 de instrucțiuni și o singură tensiune de alimentare de 5 V.

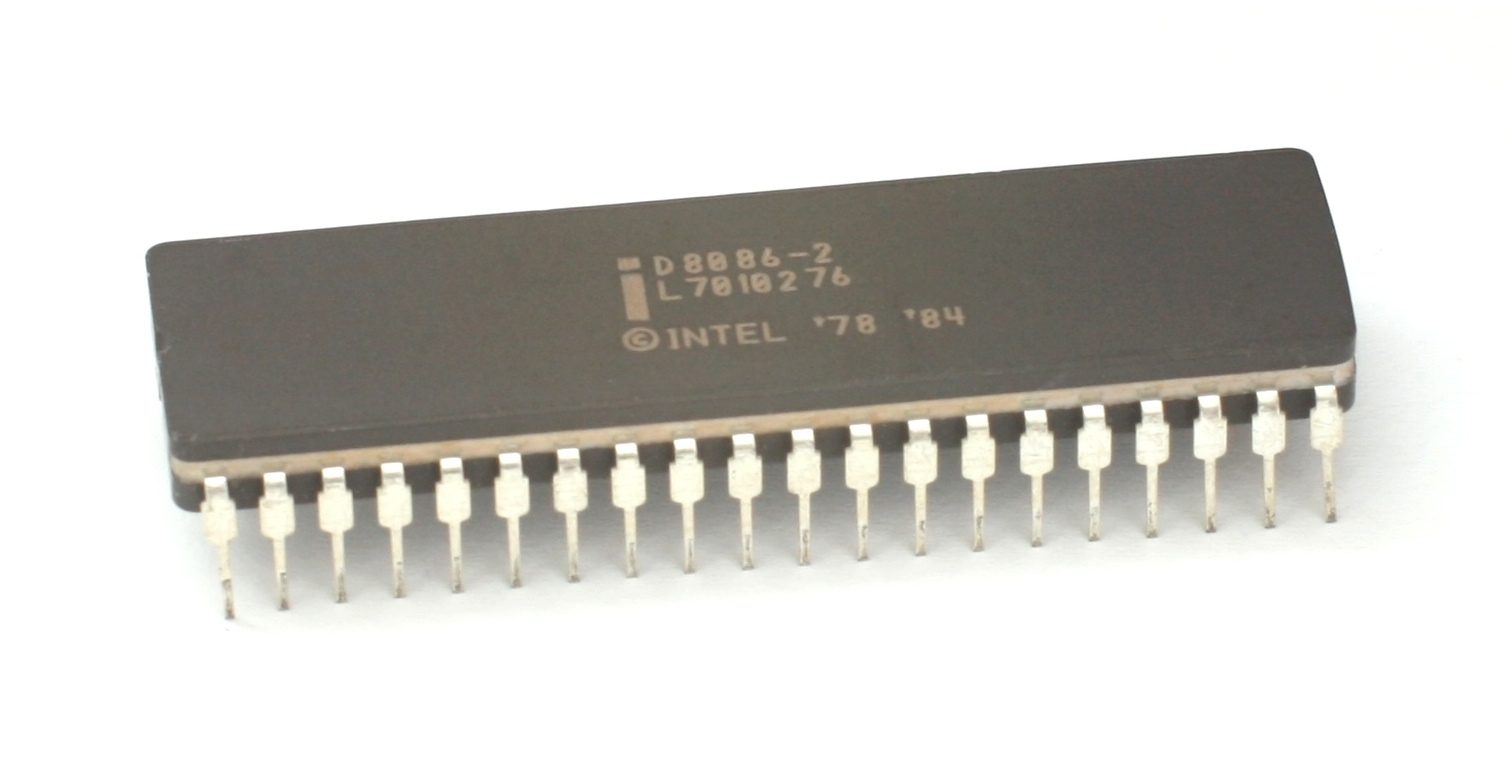
Intel 8086

- 1978: Intel dezvoltă prima variantă pe 16 biți, 8086, extensie a arhitecturii clasice 8080. Programul de fabricație al lui 8086 este condus de un francez stabilit în Statele Unite, Jean - Claud Cornet. Acest procesor este considerat ca fiind începutul erei procesoarelor x86. Intel 8086 cunoscut și sub numele de iAPX 86, avea 29000 de tranzistori, iar procesul de fabricare era pe 3000nm. Procesorul rula la frecvențe de 5MHz - 10MHz, avea 40 de pini iar primul PC în care a fost folosit este IBM PS/2. Procesorul a fost clonat de către Uniunea Sovietică sub numele de KP1810BM86.

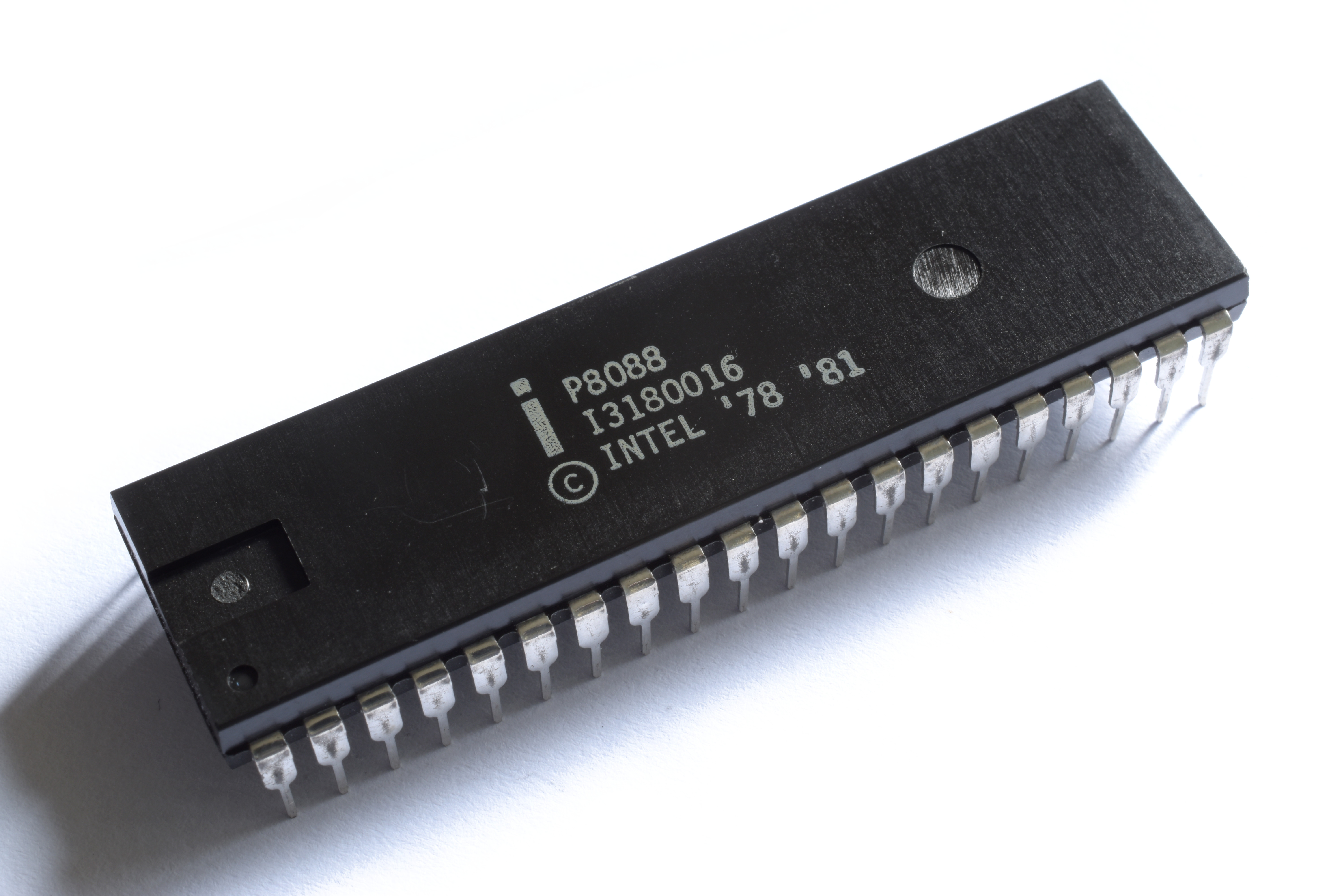
Intel P8088

- 1979: Motorola prezintă procesorul de 16 biți, M68000 (cu 68000 de tranzistori); spre deosebire de 8086 avea un set de instrucțiuni ortogonal: se elimină instrucțiunile speciale, toate registrele, tipurile de date și modurile de adresare sunt disponibile pentru orice instrucțiune; 68008 este varianta cu interfață externă de 8 biți. 8088 (iAPX88) ce a urmat lui 8086, integrat  pentru prima dată în seria de calculatoare IBM PC, și IBM XT. Intel 8088 avea 29.000 de tranzistoare, tehnologie de 3000 nm, rula la o frecvență între 5MHz și 8MHz, și 8 bit spre deosebire de 8086 care era pe 16 bit.

- 1980: AT&T Bell Labs produce BELLMAC-32A, primul microprocesor complet pe 32 de biți cu un singur cip, căi de date pe 32 de biți, magistrale și adrese pe 32 de biți. Producția generală începe în 1982.[3]

- 1981: lansarea procesorului Intel iPAX 432, primul procesor pe 32-bit. Noua arhitectură pe 32 bit avea integrată funcția de multitasking și management de memorie. Procesorul a fost destinat calculatoarelor high end, dar nu a avut succes și a fost întrerupt în 1986. În proiectul original iPAX 432 trebuia să ruleze la o frecvență de 10MHz.

- 1982: Intel a lansat procesorul 80186, cunoscut sub numele de Intel 186 sau iPAX 186. Acesta era structural identic cu 8086 dar conținând câteva dispozitive sistem integrate în același circuit. Intel 80186 a fost integrat în calculatorul Tandy 2000, IBM-PC AT și în clonele de AT. În același an este introdus și microprocesorul 80286 cu 134.000 de tranzistori înglobați într-o capsulă cu 68 de pini. Acesta are unele facilități în plus cum ar fi mecanismele de memorie virtuală, și de protecție. Procesorul avea la bază modelul 8086, dar construit folosind un proces de fabricație de 2000nm și putea depăși 4 MIPS (million instructions per second) la o frecvență de 6MHz pînă la 25MHz (spre deosebire de 8086 care avea 0,75 MIPS la 10MHz). Pe lângă faptul că Intel 80286 era foarte performant, acesta era eficient și din punct de vedere al costului producției, și a rămas până în anul 2007, când Intel a lansat seria Atom. Acest procesor a rămas în istorie ca fiind cel mai mare salt de performanță față de generația precedentă.

- 1985: Intel introduce 80386 (i386DX) model pe 32 bit. Acesta era produs pe 1500nm și integra 275.000 de tranzistori, frecvența de bază era de 16MHz dar putea ajunge până la 33MHz. La frecvența maximă acesta executa 11,4 milioane instrucțiuni pe secundă, capacitate multitasking și o unitate de traducere a paginii, ceea ce a făcut mult mai ușor de implementat sisteme de operare care utilizează memorie virtuală. A fost fabricat până în anul 2007.

- 1988: apare modelul 386SX, destinat sistemelor desktop low end. Deși era fabricat pe 1000nm,magistrală pe 16 bit pentru a simplifica circuitul plăcii. Procesorul avea doar 24 de pini, ceeace limita cantitatea de RAM la maxim 16MB. Atât modelul 386DX cât și 386SX duceau lipsa unui coprocesor matematic. Versiunea 386SL lansată de Intel era un procesor 386 special ce îngloba 855.000 de tranzistori, fiind proiectat pentru piața calculatoarelor notebook, aflată în creștere. Acest microprocesor dispunea de un sistem de gestionare a consumului (Power Management), de o memorie cache de 8K, de un controeller DRAM și era capabil să funcționeze la 3,3 volți. 386SL a înregistrat un succes limitat, în cele din urmă fiind retras de pe piață.

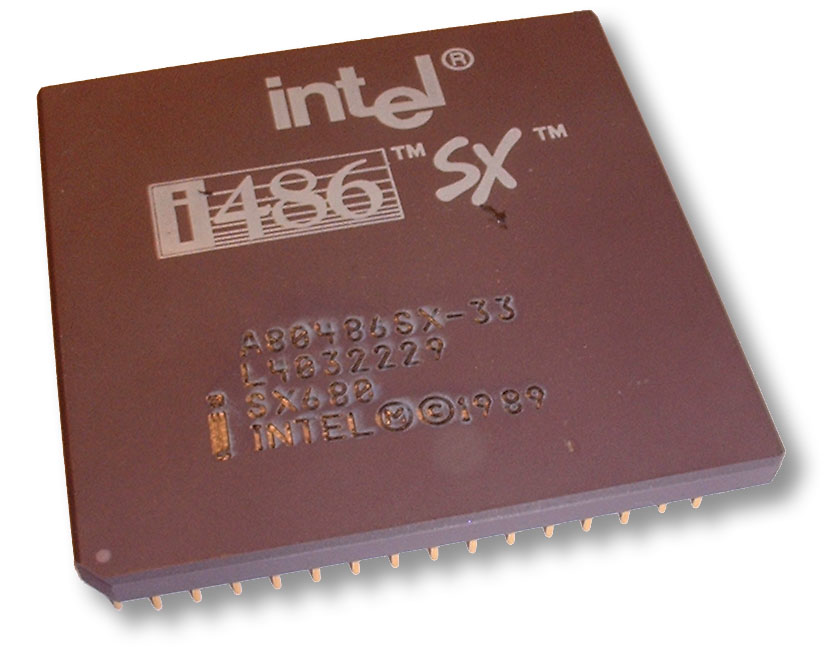
Intel 80486

- 1989: Intel introduce Intel 80486 primul din familia 80x86 la care unitatea de calcul în virgulă mobilă a fost integrată în același circuit cu unitatea centrală, înglobând astfel și coprocesorul matematic din 80387 în același circuit. Performanțele erau crescute semnificativ prin integrarea pe cip a coprocesorului matematic și a unei memorii cache de nivelul 1 de 8K. Tehnologia de fabricație era de tipul CMOS, înglobând 1,2 milioane de tranzistori pe cip. Procesorul 486 a fost fabricat pe 1000nm și 800nm. Modelul fabricat pe 800nm a fost numit 486DX, și avea o frecvență minima de 25MHz și una maximă de 50MHz. Procesorul era capabil de 41 milioane de operațiuni pe secundă. Modelul low end, Intel 486SX avea oprit coprocesorul matematic și rula la o frecvență cuprinsă între 16MHz și 33MHz.

- 1990: este produs modelul 386SL dedicat laptop-urilor. Procesorul a oferit mai multe opțiuni de gestionare a energiei (de exemplu, SMM), precum și diferite moduri de stand by pentru a economisi energia bateriei. De asemenea, a conținut suport pentru o memorie cache externă de 16 până la 64 kB, iar frecvența era de la 20MHz până la 25MHz. Funcțiile suplimentare și tehnicile de implementare a circuitului au făcut ca această variantă să aibă 855.000 tranzistori (de peste 3 ori mai mult decât i386DX).

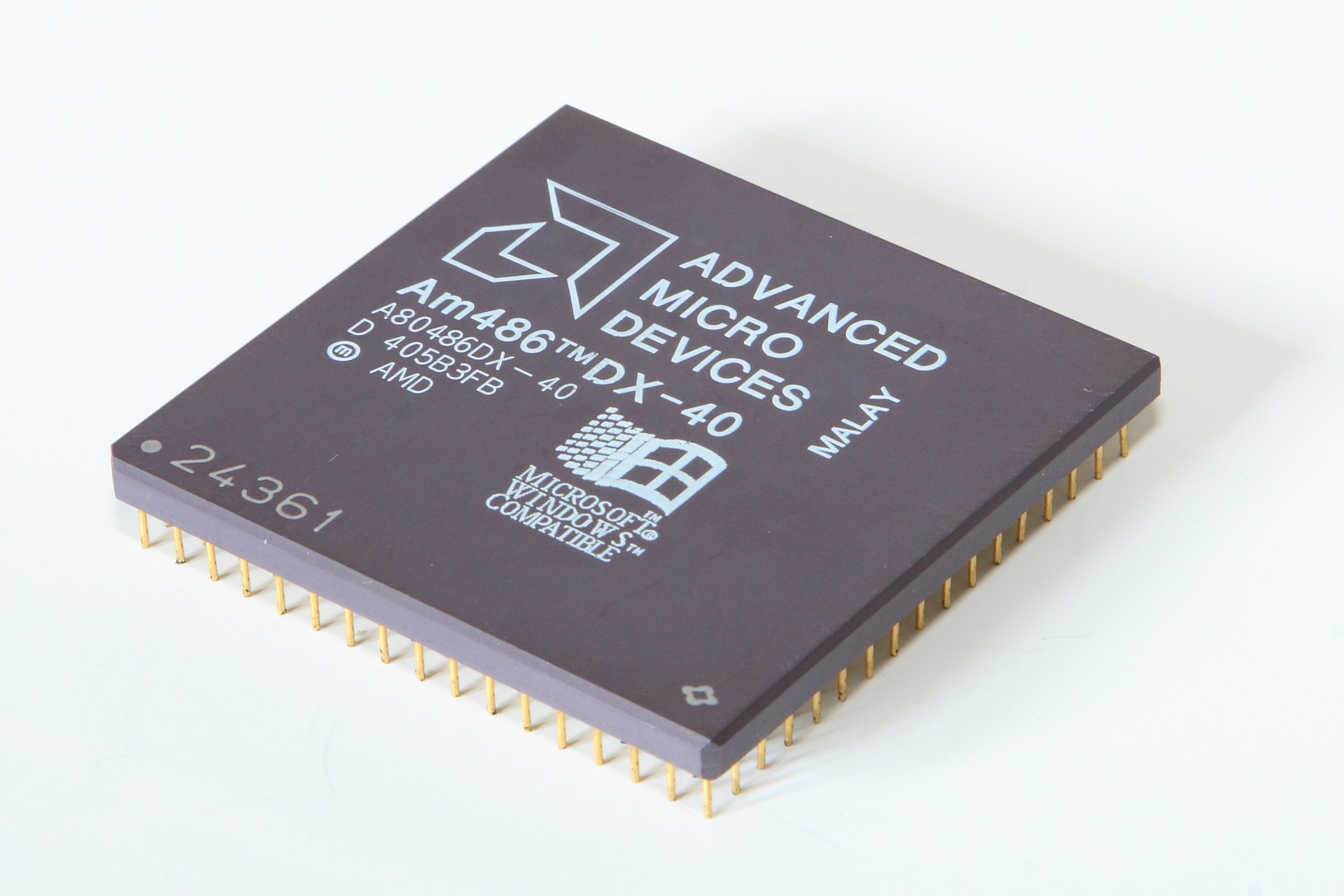
AMx86

- 1991: AMD introduce procesoare AMx86 compatibile cu cele de la Intel. Numite „clone” Intel, au depășit frecvența de ceas a procesoarelor Intel și la prețuri semnificativ mai mici. Acestea includ seriilea Am286, Am386, Am486 și Am586.

- 1992: Intel a lansat două versiuni actualizate de 486 sub numele de 486DX2 la 66MHz și 486SL la maxim 33MHz. Ultima versiune a lui 486 a fost 486DX4, cu o frecvență de 100MHz, a fost destinat calculatoarelor low end. 486DX4 era fabricat pe 600nm și integra 1,6 milioane de tranzistori care puteau executa 70,7 milioane instrucțiuni pe secundă. Ultima variantă actualizata în anul 1994, a fost fabricată până în anul 2007.

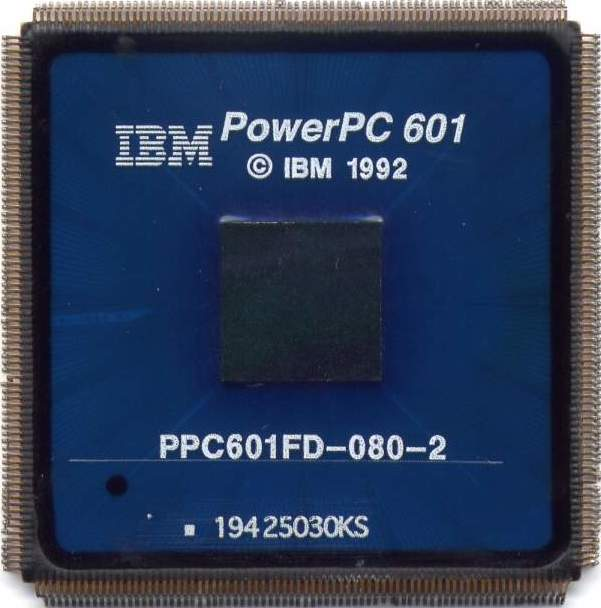
PowerPC 601

- 1993: este creat PowerPC 601, un procesor de tehnologie RISC pe 32 de biți, cu 50 și 66 MHz. PowerPC (prescurtat PPC sau MPC) a fost dezvoltat de alianța AIM (Apple, IBM și Motorola) al cărui obiectiv a fost să înlăture dominanța pe care Microsoft și Intel o aveau în sistemele bazate pe 80386 și 80486. Procesoarele acestei familii au fost utilizate mai ales în calculatoarele Macintosh de la Apple Computer, iar performanțele lor ridicate se datorează arhitecturii RISC.

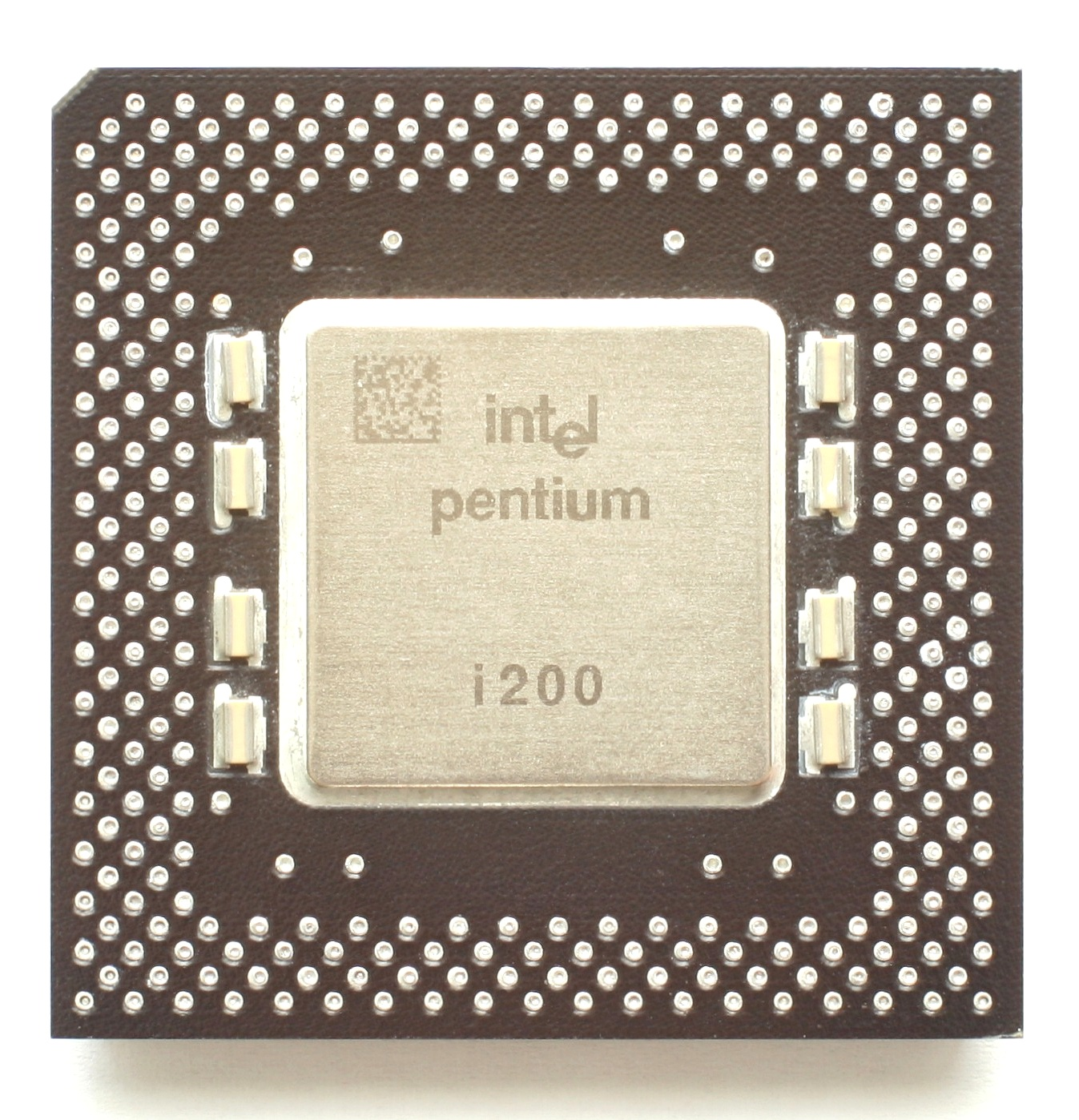
Intel Pentium 200 MHz

- 1993: În același an, Intel lansa P5, primul procesor Pentium. P5 avea o arhitectură superscalară (se puteau executa în anumite condiții două instrucțiuni simultan în același ciclu de ceas) și memorii cache de nivelul unu separate pentru instrucțiuni și pentru date, de câte 8K. O altă îmbunătățire o reprezenta creșterea dimensiunii magistralei locale la 64 de biți, iar a vitezei de lucru la 60 sau 66 de MHz. Tehnologia de fabricație era CMOS bipolară, de 800 nm (pentru primele Pentium-uri la 60 și 66 MHz), de 600 nm (la modelele ce lucrau la frecvențe de 75, 90, 100 MHz) și de 350 nm (la modelele cu frecvențe de 120, 133, 150, 166, 200 MHz) și înglobau de la 3,1 milioane de tranzistoare până la 3,3 milioane la modelele ulterioare. Frecvența a ajuns până la 200MHz, odată cu modelul din 1996.

- 1994: Intel anunță planurile sale pentru arhitectura IA-64 pe 64 de biți (dezvoltate împreună cu HP), urmând procesoarele pe 32 de biți (IA-32). Suportul pentru procesorul MIPS R8000 pe 64 de biți a fost adăugat de Silicon Graphics la versiunea 6.0 a sistemului de operare IRIX.

- 1995: Intel Pentium Pro (P6) a fost un procesor care ar fi trebuit să înlocuiască seria P5, dar a fost folosit pe servere și stații de lucru, arhitectura acestuia fiind diferită de seriile Pentium. A fost primul microprocesor ce a schimbat radical modul de execuție al instrucțiunilor, translatându-le în microinstrucțiuni gen RISC și executându-le apoi mai ușor în unitățile interne. Pentium Pro a fost fabricat pe 350nm, suporta un maxim de 64GB RAM, încorpora 5,5 milioane de tranzistori, viteza era de 150MHz dar variantele din 1998 ajungeau până la 200MHz, iar dimensiunea memoriei cache de nivel 2 variază de la 256 KB la 1MB.

- 1996: Sun Microsystems comercializează procesoarele pe 64 de biți, UltraSPARC. Solaris, IRIX și alte variante UNIX continuă să fie cele mai utilizate sisteme de operare pe 64 de biți. Nintendo a introdus consola de jocuri Nintendo 64, construită pe baza unei versiuni a procesorului MIPS R4000. HP lansează procesorul PA-8000, versiunea pe 64 de biți a arhitecturii PA-RISC. Suportul pentru procesorul MIPS R4000 pe 64 de biți a fost adăugat de Silicon Graphics la versiunea 6.2 a sistemului de operare IRIX.

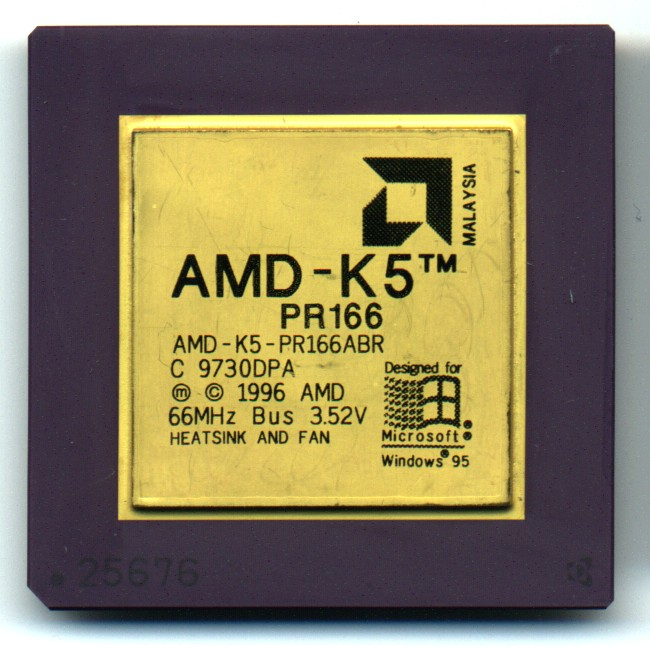
AMD K5

- 1996: AMD a lansat primul său procesor proprietar, K5, rival cu Pentium. Arhitectura RISC86 a lui AMD K5 a fost mai asemănătoare cu arhitectura Intel Pentium Pro decât Pentium. K5 este un procesor RISC intern cu o unitate de decodificare x86, ce transformă toate comenzile x86 în comenzi RISC. În cele mai multe aspecte, K5 a fost superior Pentium, la un preț chiar mai mic.

- 1996: procesorul AMD K6 a fost un concurent la Pentium MMX, și la egalitate cu viitorul Pentium II, dar la un preț mult inferior. K6 a avut o gamă de frecvențe de la 166 la mai mult de 500 MHz. Ulterior a fost lansat K6-2, o îmbunătățire a K6, de 250 nm, pentru a continua concurența cu Pentium II.

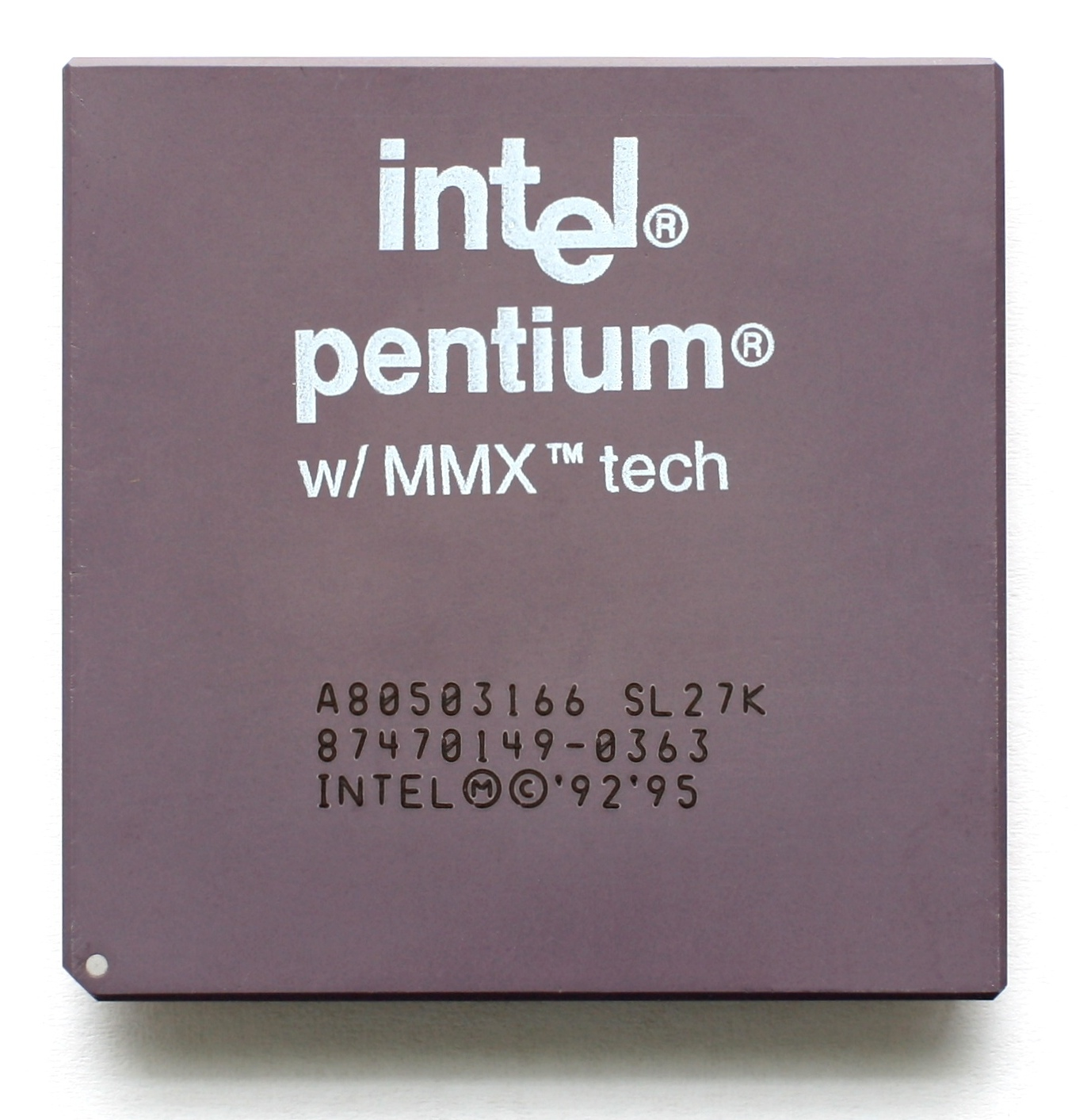
Pentium MMX

- 1997: a fost lansată o versiune actualizată, Intel P55C, primul procesor care recunoștea instruțiunile MMX. P55C avea 4,5 milioane de tranzistori și o frecvență de 233MHz. Versiunea pentru laptopuri se numea Pentium MMX și rula la 300MHz iar producția sa a durat până în anul 1999.

- 1997: a fost lansat Pentium II, cu numele de cod "Klamath" pe un proces de fabricație de 250 nm și bazat pe arhitectura lui Pentium Pro. Acesta avea 7,5 milioane de tranzistori, o frecvență de bază de 233MHz și de maxim 450MHz. Procesorul a fost fabricat până în anul 1999 când a fost înlocuit de Pentium III.

- 1998: Pentium 2 Overdrive a fost lansat ca și actualizare la Pentium Pro. Acesta era fabricat pe 250nm și rula la o frecvență maximă de 333MHz.

- 1998: procesoarele Intel Pentium II Xeon au fost proiectate pentru a răspunde cerințelor de performanță ale computerelor de gamă mijlocie, servere și stații de lucru. Pentium II Xeon oferă inovații tehnice concepute pentru stații de lucru și servere care utilizează aplicații solicitante, cum ar fi servicii de internet, stocare de date corporative, creații digitale și altele. Sistemele bazate pe acest procesor pot fi configurate pentru a integra patru sau opt procesoare care lucrează în paralel.

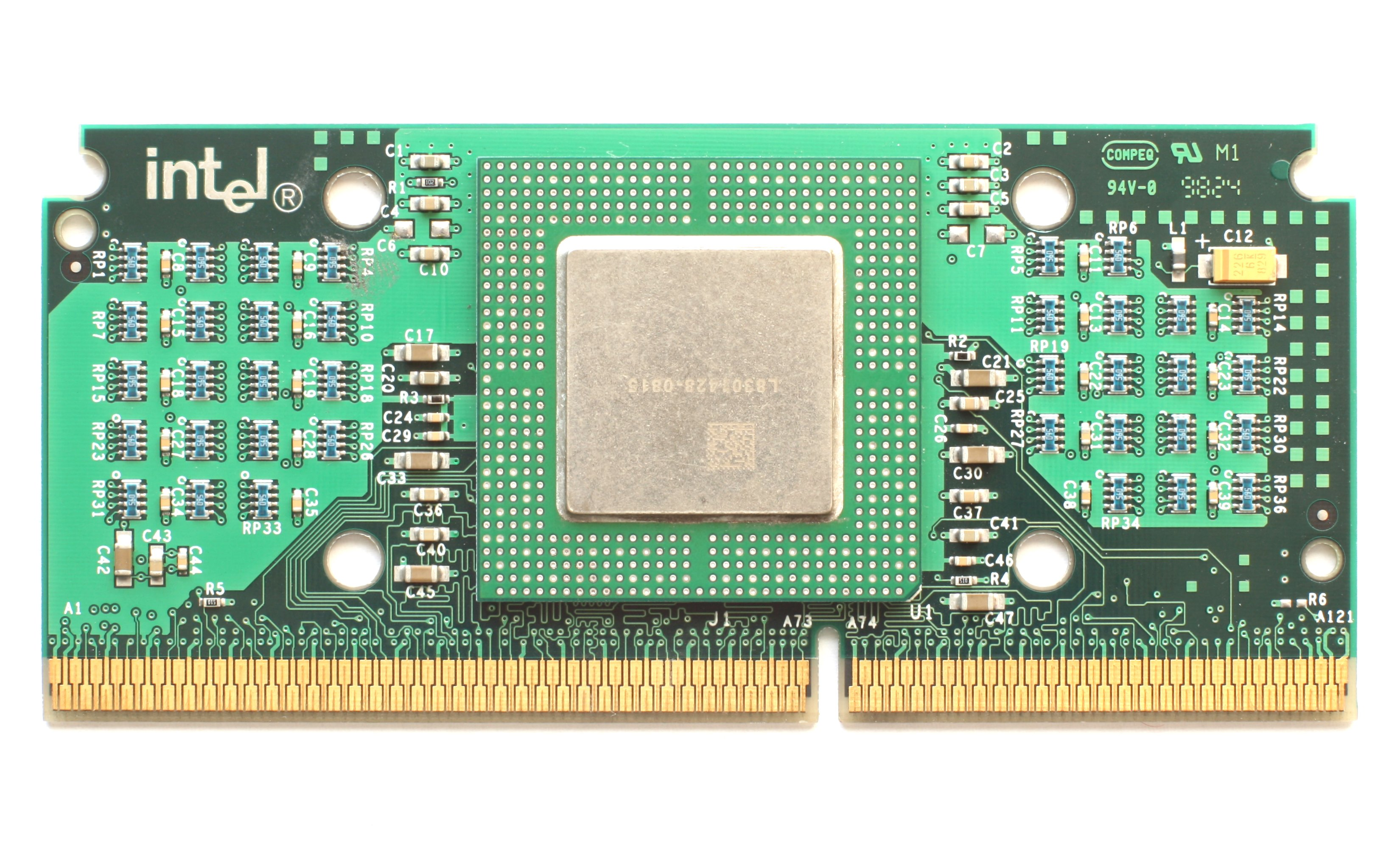
Intel Celeron Covington

- 1998: a fost lansată seria Intel Celeron destinată consumatorilor low end care nu aveau nevoie de o putere de calcul prea mare. Primul model din serie a fost Celeron Covington fabricat pe 250nm și îngloba 19 milioane de tranzistori și frecvența de 266MHz. Procesoarele Celeron au oferit utilizatorilor performanțe deosebite la un cost redus pentru utilizări precum jocuri și software educațional.

- 1999: Intel publică o descriere a setului de instrucțiuni IA-64. AMD dezvăluie o descriere a extinderii pe 64 de biți a arhitecturii IA-32, numită x86-64 (ulterior redenumită AMD64).

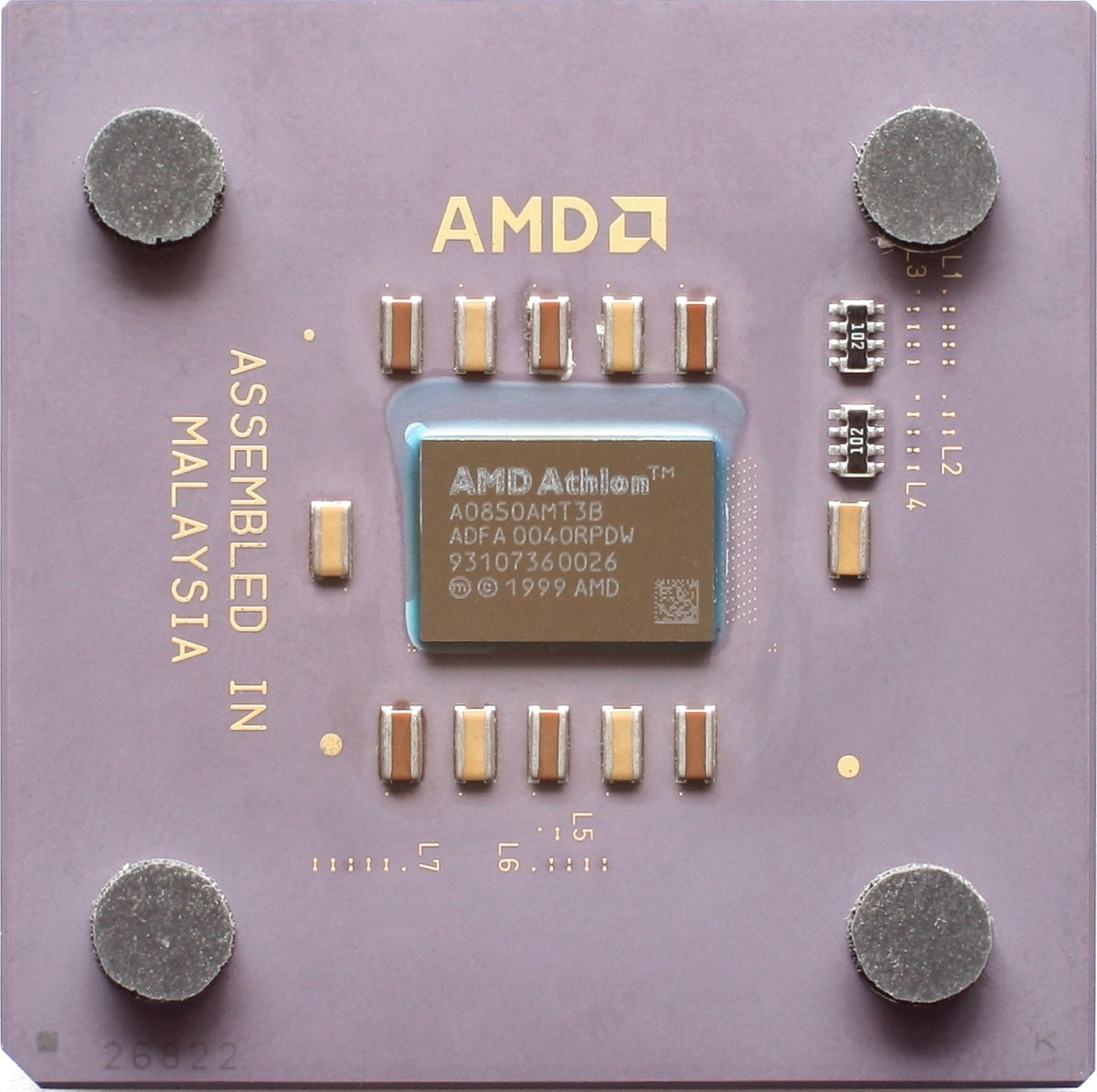
AMD Athlon XP Thunderbird

- 1999: AMD aduce Athlon K7 (Classic și Thunderbird) procesoare compatibile cu arhitectura x86. Primele versiuni Athlon Classic,  au fost pe 250 nm cu frecvențe de 500 la 700 MHz, fiind atunci cel mai rapid procesor x86. Athlon Clasic este o reproiectare a predecesorului său, iar memoria cache de la primul nivel (L1) a fost crescută la 128 KB (64 Kb pentru date și 64 Kb pentru instrucțiuni). De asemenea, include 512 Kb de memorie cache de nivelul al doilea (L2). Tranziția la 180 nm (K75) a făcut posibilă creșterea frecvenței până la 1000 MHz. Procesorul Athlon cu nucleu Thunderbird a apărut ca evoluție a Athlon Classic. Ca și predecesorul său, se bazează pe arhitectura x86 și folosește magistrala EV6. Fabricat pe 180 nm, frecvența de 650 - 1000 MHz, Athlon Thunderbird a consolidat poziția AMD ca a doua cea mai mare companie producătoare de microprocesoare, datorită performanțelor excelente (depășind Pentium III și primele Intel Pentium IV cu aceeași frecvență de ceas) și prețul scăzut.

- 1999: Intel produce seria Pentium III (Katmai, Coppermine și Tualatin). Prima versiune avea 9,5 milioane de tranzistoare și a fost foarte asemănătoare cu Pentium II, cu introducerea SSE ca principală diferență. În plus, driverul de cache L1 a fost îmbunătățit, ceea ce a crescut ușor performanța. Primele modele au avut viteze de 450 și 500 MHz. A urmat un model de 550 MHz, și unul de 600 MHz. Varianta Coppermine a fost construit cu un proces de 180 nm și o memorie cache L2 de 256 Kb integrați pe plăcuța de siliciu. În combinație cu noile chipset-uri 810/820/840 oferă suport pentru 4 porturi AGP, 133FSB și memorie RDRAM (Rambus). Procesorul Coppermine a funcționat la viteze de ceas de 500, 533, 550, 600, 650, 667, 700 și 733 MHz. Ulterior, din decembrie 1999 până în mai 2000, s-au adăugat procesoare cu viteze de 750, 800, 850, 866, 900, 933 și 1000 MHz (1 GHz). A treia versiune, Tualatin, a fost o versiune pe 130 nm. Primele procesoare Tualatin au avut frecvențe de 1,0, 1,13, 1,2, 1,26, 1,33 și 1,4 GHz, erau destinate serverelor, în special celor în care consumul de energie a jucat un rol important. Tualatin a fost rivalul AMD Athlon. Procesarele Pentium III oferă 70 de noi instrucțiuni de streaming online, extensii SIMD care îmbunătățesc dramatic performanțele cu imagini 3D avansate, adăugând audio, video și performanță de calitate mai bună în aplicațiile de recunoaștere a vorbirii. A fost conceput pentru a consolida zona de performanță de pe Internet, permițând utilizatorilor să navigheze prin pagini încărcate cu multe grafice, magazine virtuale și să transmită fișiere video de înaltă calitate. Intel Pentium 3 a fost primul procesor care avea alaturi de un ID number si un PSN (Processor Serial Number).

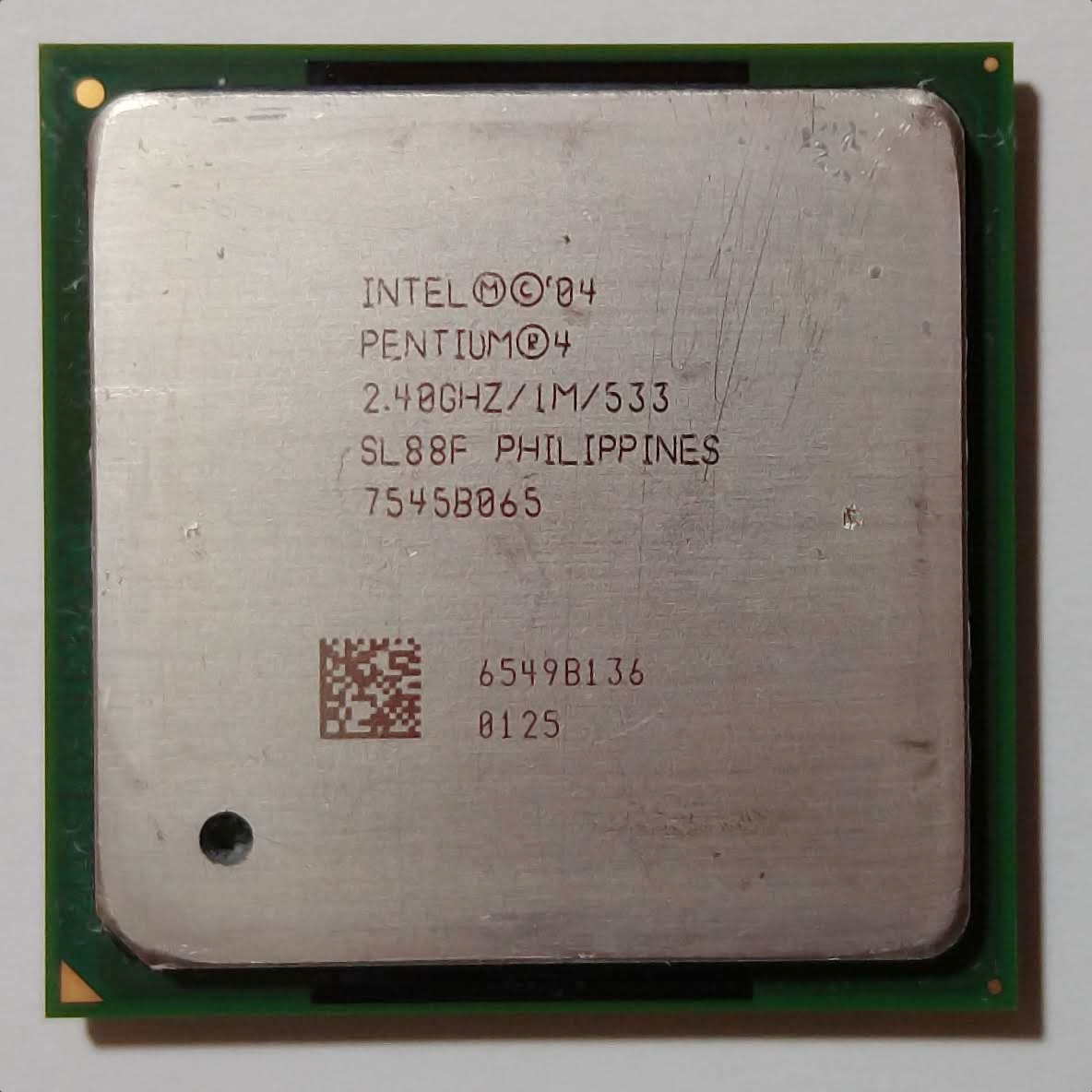
Pentium 4

- 2000: Intel a lansat Pentium 4 care are câteva avantaje comparativ cu celelalte procesoare x86: o latență mai mică a memoriilor cache L1 și L2, execuția instrucțiunii de adunare în jumătate de tact și execuția unui număr de 126 de instrucțiuni de tip RISC. Pentium 4 dispune de o magistrală de sistem ce acționează la 800 MHz iar viteza de ceas este cuprinsă între 2,4 și 3,2 GHz. Procesorul Pentium 4 oferă performanțe superioare pentru procesare de imagini digitale, video, audio, jocuri 3D sau procesare DVD și format video MPEG4.[4][5]

- 2001: Intel comercializează linia de procesoare pe 64 de biți Itanium care vizează piața de servere de ultimă generație. Linux este primul sistem de operare care rulează pe procesor Itanium 64 bit în momentul lansării acestuia. Microsoft a introdus versiunea pe 64 de biți a Windows XP pentru procesoarele Itanium.

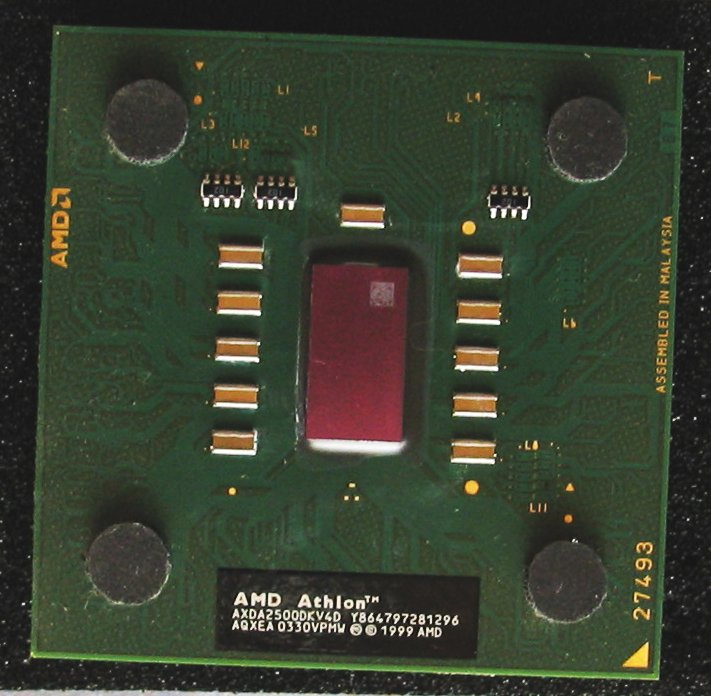
AMD Athlon XP Barton

- 2001: AMD produce Athlon XP în patru variante desktop: Palomino, Thoroughbred,   Barton și Thorton. O serie de procesoare mobile au fost, de asemenea, lansate, modelele Corvette și Dublin. Athlon Palomino aduce unele revizuiri față de Athlon Thunderbird: consumul de energie electrică a scăzut cu 10%, instrucțiuni 3DNow!, asistență profesională și completă SSE, preîncărcarea datelor în cache, viteza de ceas cuprinsă între 1,3 și 1,7 GHz. Thoroughbred (T-Bred) a fost lansat cu o  viteză inițială de 1,80 GHz folosind un procedeu de 130 nm. Frecvența de ceas a ajuns la 2133 MHz, (în realitate ajungea la 2600MHz pe magistrala de 133 MHz și la 2083 MHz pe cea de 166 MHz). Au fost disponibile și versiuni mobile. Principala caracteristică procesorului Athlon Barton este includerea unei noi memorii cache de 512 KiB L2, frecvența era de 1833 - 2200 MHz (2500+ 3200+). Athlon Thorton este o variantă Barton, identică cu aceasta, dar cu jumătate din memoria cache de nivel doi (L2) dezactivată. Modelele Athlon XP Mobile (Athlon XP-M) folosesc [socket 754 și sunt utilizate în general în laptop. Sunt funcțional identice cu Athlon XP, dar lucrează la tensiuni mai mici. De asemenea, cu tehnologia PowerNow!, care scade viteza de funcționare a procesorului atunci când are un volum redus de muncă, se reduce și mai mult consumul acestuia.

- 2004: La începutul lunii februarie 2004, Intel a introdus o nouă versiune a Pentium 4 numită Prescott. Mai întâi a fost utilizat un procedeu de fabricație de 90 nm, apoi a fost schimbat la 65 nm. Diferența față de versiunile anterioare este că au 1 MiB sau 2 MiB de cache L2 și 16 Kb de cache L1, prevenirea execuției, SpeedStep, C1E State, HyperThreading îmbunătățit, instrucțiuni SSE3, instrucțiuni de manipulare AMD64.

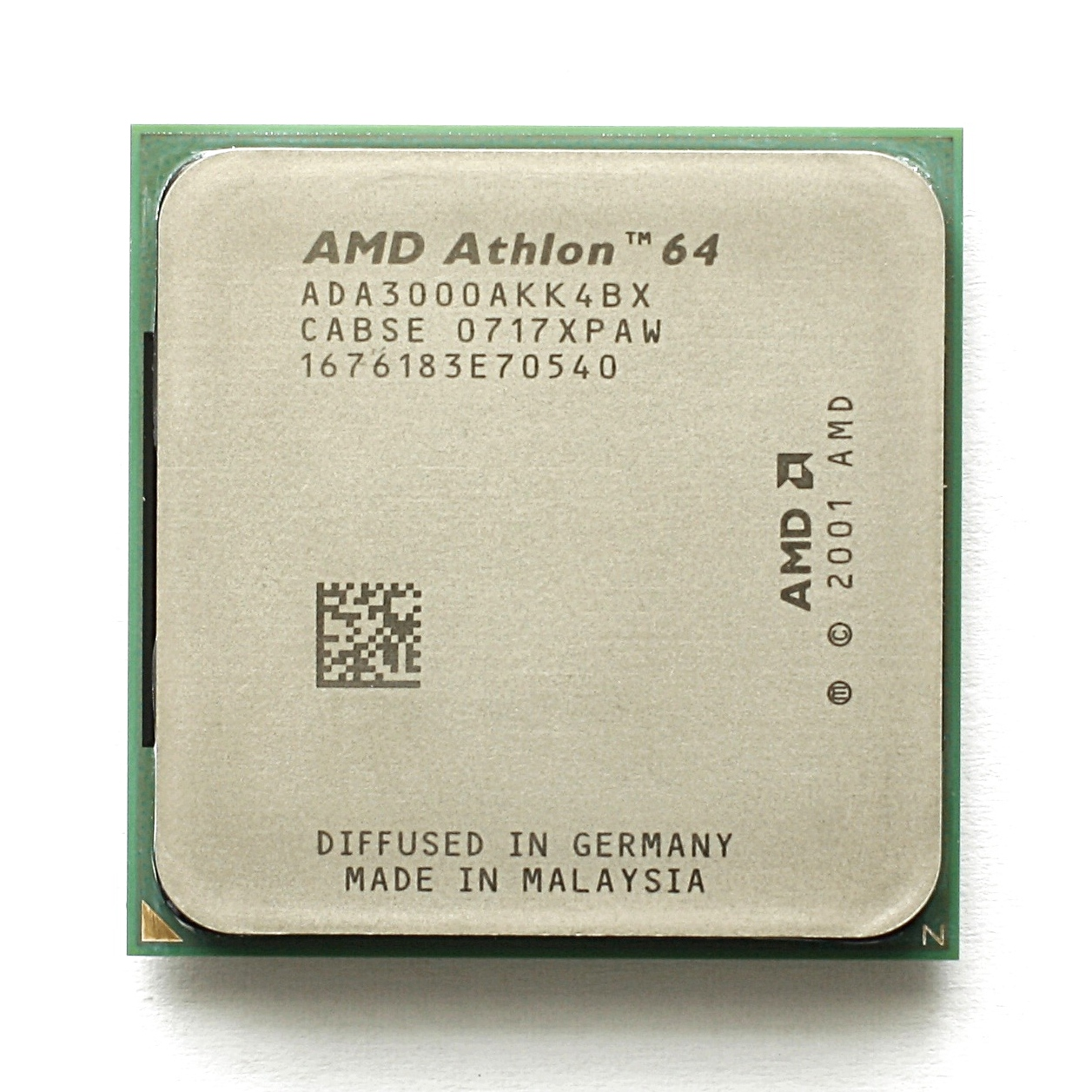
AMD Athlon 64

- 2004: AMD produce Athlon 64, un microprocesor x86 din a 8-a generație care implementează setul de instrucțiuni AMD64. Athlon 64 are un controler de memorie pe circuitul integrat al microprocesorului și alte îmbunătățiri arhitecturale care îi conferă performanțe mai bune decât Athlon XP. Oferă, de asemenea, tehnologie de reducere a vitezei procesorului numită Cool'n'Quiet.

- 2006: Intel a lansat seria Intel Core Duo pe noua arhitectură Core fabricate mai întâi pe 65nm apoi pe 45 nm. Aceste microprocesoare implementează 2 MB de memorie cache partajate de ambele nuclee și, în plus, setul de instrucțiuni SSE3. Intel Core Duo a fost primul microprocesor Intel utilizat în calculatoarele Apple Macintosh.

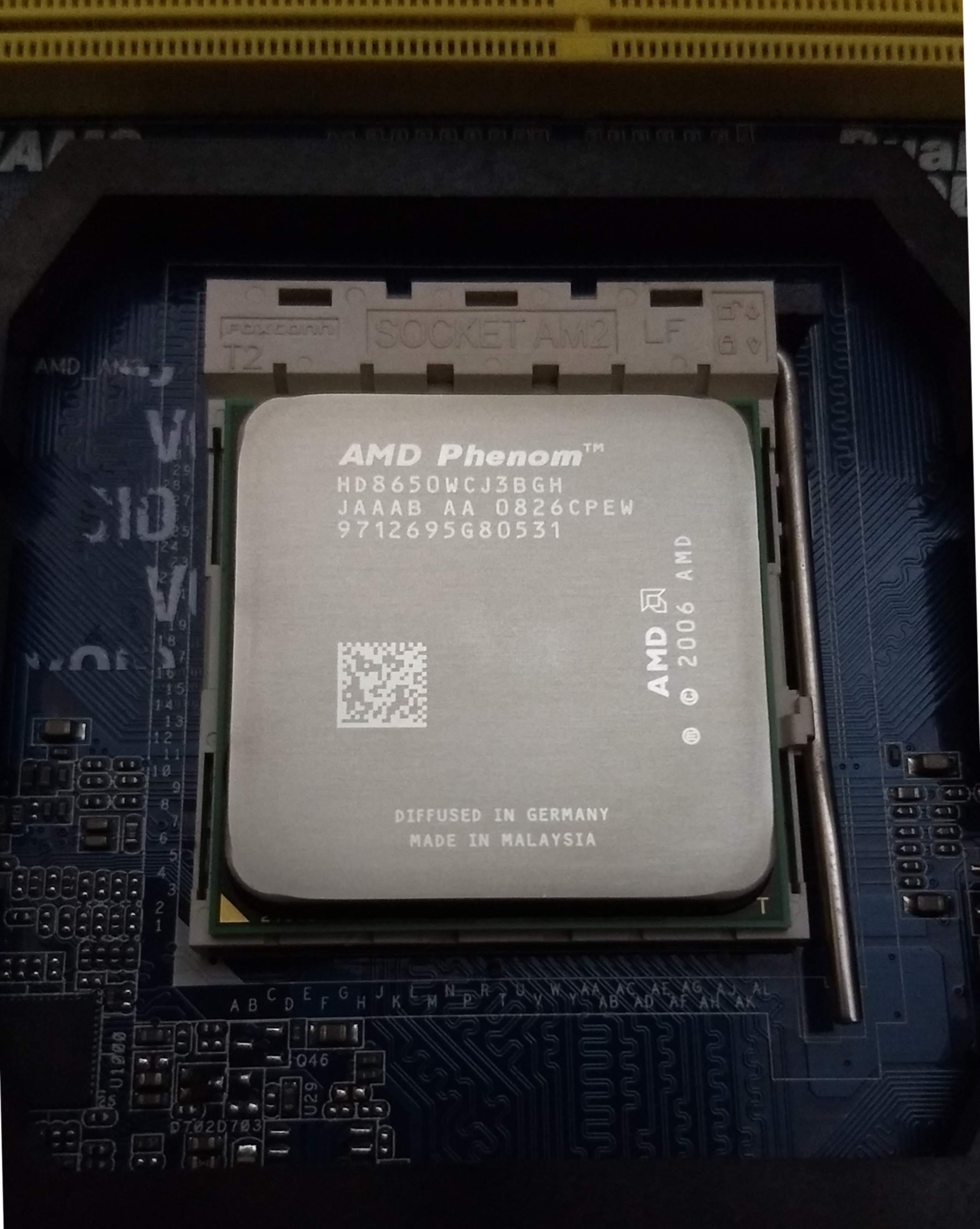
AMD Phenom X3

- 2007: AMD produce linia de procesoare desktop Phenom bazată pe microarhitectura K10, și pe soclul AM2+. Versiunile cu trei nuclee aparțin seriei Phenom 8000, iar cele cu patru nuclee seriei Phenom X4 9000. Procesoarele AMD Phenom au fost foarte eficiente datorită tehnologiei Cool ‘n’ Quiet 2.0 care reduce substanțial nivelul de căldură și zgomot al procesorului, ducând la un consum redus de energie electrică.

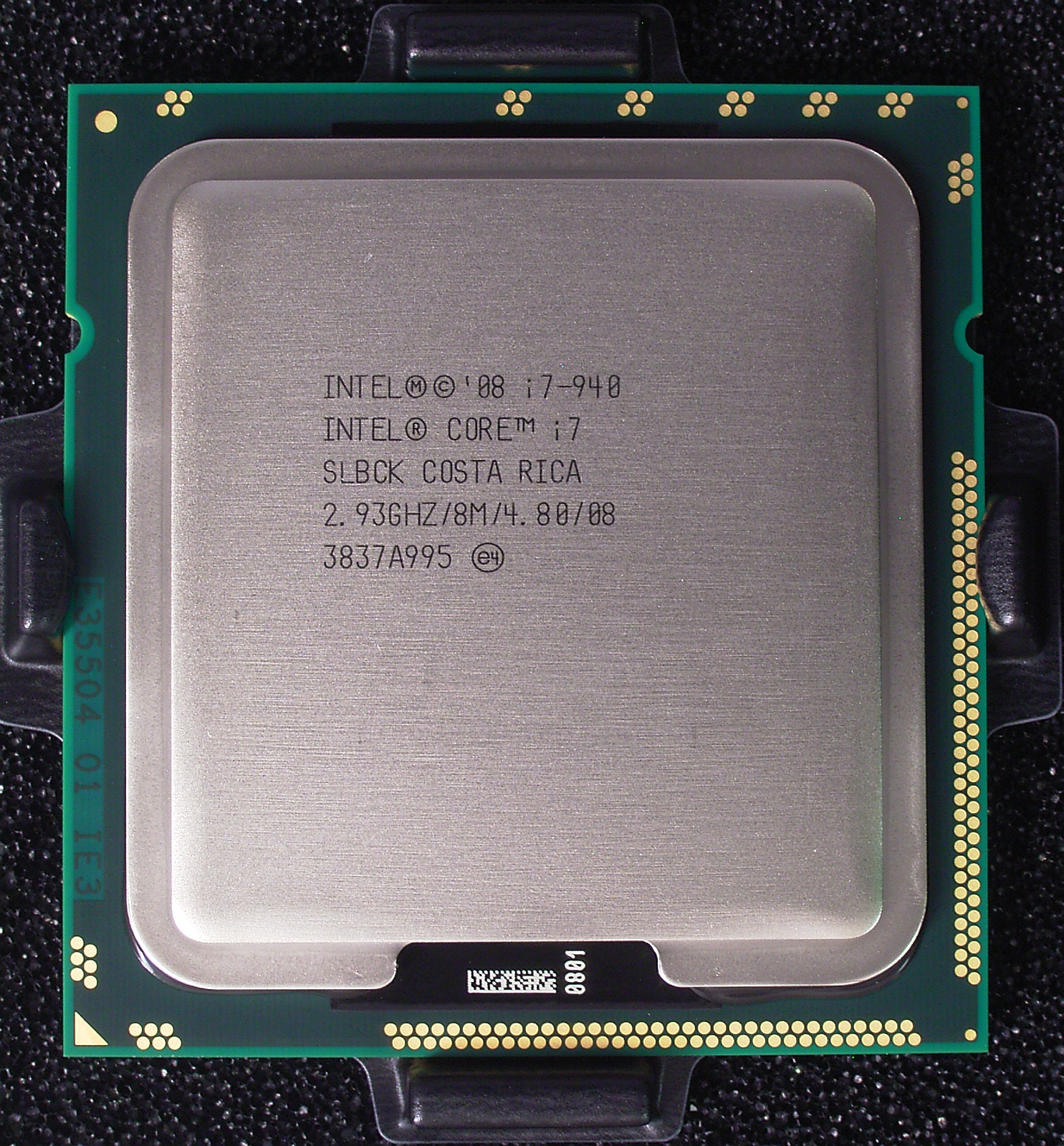
Microprocesor Intel core i7-940, socket LGA 1366

- 2008: Intel a lansat arhitectura Nehalem, succesorul microarhitecturii Core. Primul procesor lansat cu arhitectura Nehalem a fost Intel Core i7 pentru desktop. Modelele acestei familii de procesoare sunt alcătuite din 4 nuclee de tip monolitic. Au apărut mai multe modele cu această arhitectură: Core i3, Core i5, Core i7, respectiv Xeon. Arhitectura era bazată pe 45nm.

- 2008: AMD produce familia de microprocesoare multicore Phenom II și Athlon II fabricate în 45 nm, utilizând microarhitectura AMD K10. Inițial s-a lansat pe soclu AM2+, în timp ce versiunile socket AM3 cu suport DDR3, triple și quad-core, au fost lansate un an mai târziu. Unul dintre avantajele schimbării de la 65 nm la 45 nm este că a permis creșterea cantității de cache L3. Se evidențiază Phenom II X2 BE 555 și Phenom II X4 635, de asemenea, trei Athlon II sunt lansate doar cu L2 Cache, dar cu un foarte bun raport preț/performanță. AMD lansează de asemenea Athlon II X3 440, un procesor triplu nucleu și Athlon II X4 630 quad core la 2,8 GHz și Phenom X4 995, care rulează la mai mult de 3,2 GHz. Acestea sunt urmate de familia Phenom II Thuban cu șase nuclee.

- 2011: își face apariția a doua generație Intel Core cu procesoarele Sandy Bridge pe 32nm, ce succed Nehalem, atât pentru desktop cât și pentru platformele mobile. Din noua serie fac parte procesoare Intel Core i3, Intel Core i5, Intel Core i7 și Pentium G. Aceste procesoare Intel Core nu au modificări substanțiale în arhitectură în comparație cu Nehalem, dar sunt mai eficiente și mai rapide decât modelele anterioare. Este a doua generație de Intel Core cu noi instrucțiuni de 256 biți,  2,27 miliarde de tranzistori, dublând performanțele, îmbunătățind performanța 3D și aplicațiile multimedia. Includ de asemenea un nou set de instrucțiuni numit AVX și un GPU integrat cu până la 12 unități de execuție. Odată cu apariția acestora, Intel a lansat și socketul  LGA 1155.[6]

- 2011: AMD lansează AMD Fusion, produs al fuziunii dintre AMD și ATI, având unitatea GPU încorporată în microprocesor. Noile cipuri de la AMD sunt cunoscute sub numele de APU (Accelerated Processing Unit). Primele modele Ontaro și Zacate sunt de consum redus, apoi gama Llano, Brazos și Bulldozer. Frecvențele acestor procesoare variază între 1,9 Ghz și 2,5 Ghz în modul Turbo, care se activează atunci când sistemul are nevoie de putere de calcul sporită. [7]

- 2012: Intel produce Ivy Bridge, numele de cod pentru procesoarele Intel Core i3, Core i5, Core i7 de generația a treia. Sunt fabricate pe 22 nm, au consum electric redus atât datorită noului proces tehnologic Tri-gate transistor, cât și dintr-o eficiență superioară. Procesoarele Ivy Bridge sunt compatibile cu sistemele și platformele Sandy Bridge. [8]

- 2013: apar procesoare Intel Core de generația a 4-a sub numele de cod Haswell. Sunt punse în aplicare noi tehnologii grafice pentru gamming și design grafic (DirectX 12, OpenCL 1.2 și OpenGL 4.0), care operează cu un consum redus și având performanțe superioare la un preț mai scăzut. Procesoarele acestei familii au fost proiectate pentru servere, desktop, laptop, tablete și folosesc arhitectura Haswell, pe 22 nm. Au fost produse trei variante: Haswell-DT cu soclu LGA 1150 pentru desktop, Haswell-MB cu soclu PGA pentru tablete și versiuni pentru soclu BGA.[9]

- 2015: Intel a lansat procesoarele Skylake high-end din a cincea generație. Toate modelele Core i7 desktop folosesc soclul LGA-1151 care este utilizat pentru cea mai mare parte a liniei de desktop Skylake.

- 2017: Intel Core i7-7920HQ, procesor mobil din cea de-a șaptea generație, 64 biți quad-core. Acest procesor, bazat pe micro-arhitectura Kaby Lake, este fabricat pe un proces îmbunătățit de 14 nm +. Fabricat special pentru utilizatorii high end, I7-7920HQ funcționează la 3,1 GHz cu un TDP de 45W și cu o frecvență Turbo Boost de 4,1 GHz pentru un singur nucleu activ. Acest MPU acceptă până la 64 GiB de memorie dual-ECC DDR4-2400 și încorporează Intel Graphics 630 IGP Intel, care funcționează la 350 MHz cu o frecvență de 1,1 GHz.[10]

- 2017: Procesoarele Intel Coffee Lake din a 8-a generație sunt primele modele hexa-core pentru platforma mainstream LGA1151. Compatibile cu chipsetul Z370, acestea necesită achiziționarea unei noi plăci de bază. Procesoarele Coffee Lake sunt disponibile în versiuni cu consum TDP de 65W și 95W, oferind însă cu 50% mai multe nuclee de procesare. Lista include modelele Core i7-8700K, i7-8700, i5-8600K, i5-8400, i3-8350K, i3-8300 și i3-8100.[11]

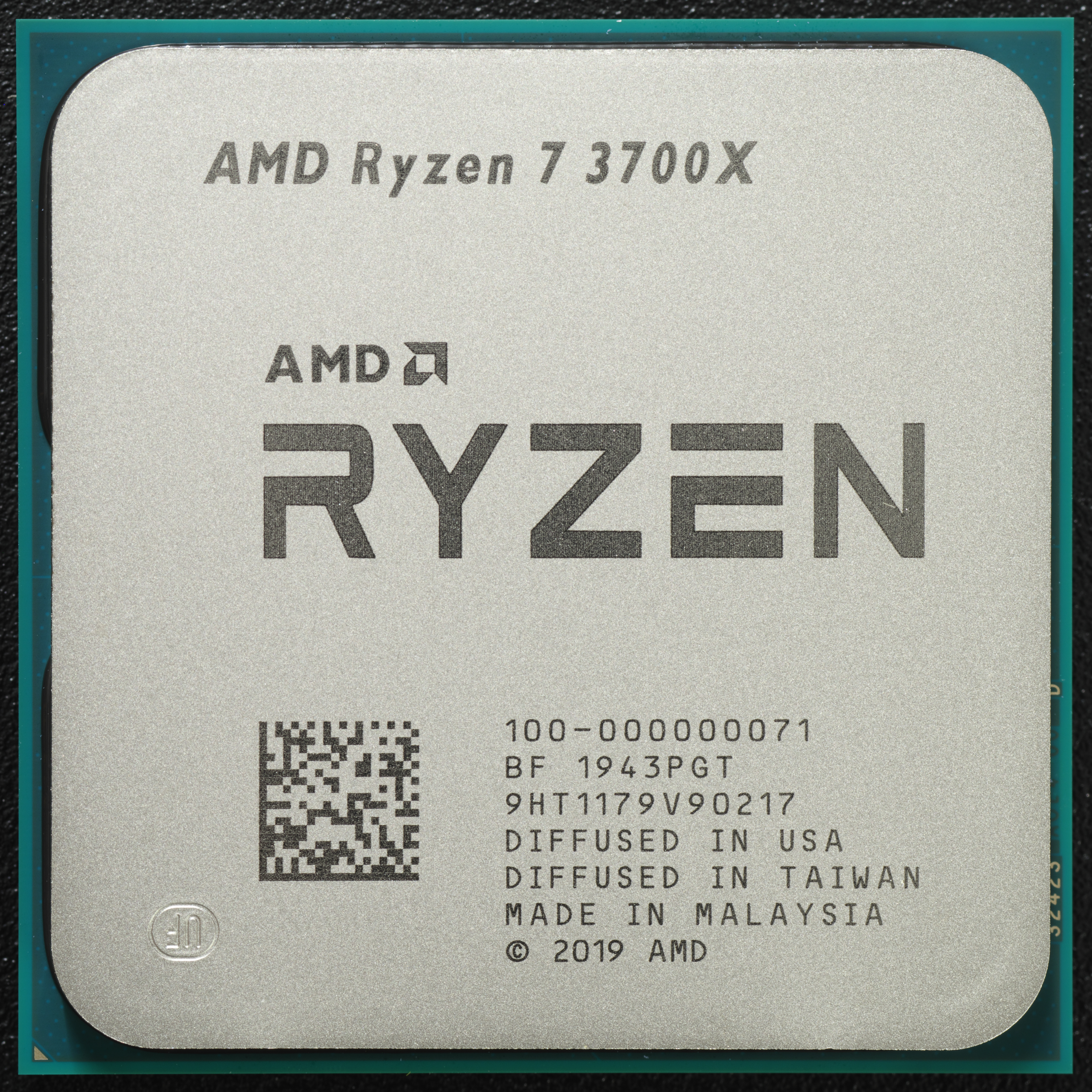
AMD Ryzen 7 3700

- 2017: AMD produce trei serii de microprocesoare AMD Ryzen: Ryzen 3, Ryzen 5 și Ryzen 7, procesoare dezvoltate pe microarhitectura Zen în procesul de fabricație de 14 nm și 4,8 miliarde de tranzistoare. Acestea necesită soclu AM4 și toate plăcile de bază pentru acest tip de procesoare includ multiplicatori deblocați pentru overclockare, pe lângă faptul că toate produsele acceptă overclockarea automată. Procesoarele Ryzen sunt capabile să concureze în performanță cu procesoarele Intel i7 Core la prețuri mai mici.

- 2019: AMD lansează a treia generație AMD Ryzen fabricate în noul proces de fabricație de arhitectură Zenn 7nm. Cel mai puternic procesor al acestei generații este AMD Ryzen 9 3950X, un procesor care are 16 nuclee.

- 2020: Intel a lansat recent procesoarele de desktop din generația a 10-a, de la Core i3-10100 cu 4 nuclee și până la Core i9-10900K și Core i9-10900KF cu 10 nuclee fizice și 20 virtuale, parte din familia cu nume de cod Comet Lake. Procesoarele Intel Core S din a zecea generație sunt orientate către computere de jocuri desktop, atingând o frecvență maximă de procesare de 5,3 GHz în modelele de vârf. [12][13]

- 2020: Intel a anunțat pe 5 august 2020 că va lansa seria Tiger Lake pe 2 septembrie, ce va înlocui familia de procesoare mobile Ice Lake. Tiger Lake este numele de cod pentru procesoarele mobile din a 11-a generație Intel Core bazate pe noua microarhitectură Willow Cove Core, fabricate pe 10 nm ("10nm SuperFin"). Tiger Lake va include modele TDP cu patru nuclee TDP și 28 W TDP.[14]

- 2021: în a doua jumătate a anului, Intel se așteaptă să lanseze cea de-a 12-a generație de procesoare Intel Core cu seria Alder Lake. Alder Lake vor fi bazate pe o arhitectură hibridă folosind nuclee Gracemont și Golden Cove cu suport pentru DDR5 și PCIe 5.0. Procesul de fabricație este 10nm ++ pe un nou soclu LGA 1700. [15]

- 2022: Meteor Lake este o viitoare arhitectură de microprocesor Intel pentru stații de lucru, desktop și dispozitive mobile. Seria va folosi procesul 7nm și va concura cu viitoarele procesoare din seria 5nm de la TSMC și AMD.[16]

## Clasificare
Microprocesoarele se pot diferenția sau clasifica prin intermediul mai multor criterii:
- arhitectură: Von Neumann, Harvard, Dataflow, transport triggered, CISC, RISC, EPIC, VLIW, NISC, ZISC
- setul de instrucțiuni: x86, ARM, MIPS, SPARC, IA-64, MicroBlaze,  RISC-V ș.a.
- numărul de nuclee: single core, dual core, triple core, quad core, octa core, etc
- dimensiunea cuvântului de date sau numărul de biți: 8-bit,16-bit, 32-bit, 64-bit. [17]

### Tipuri
Microprocesoarele pot fi clasificate ca unul dintre următoarele tipuri:

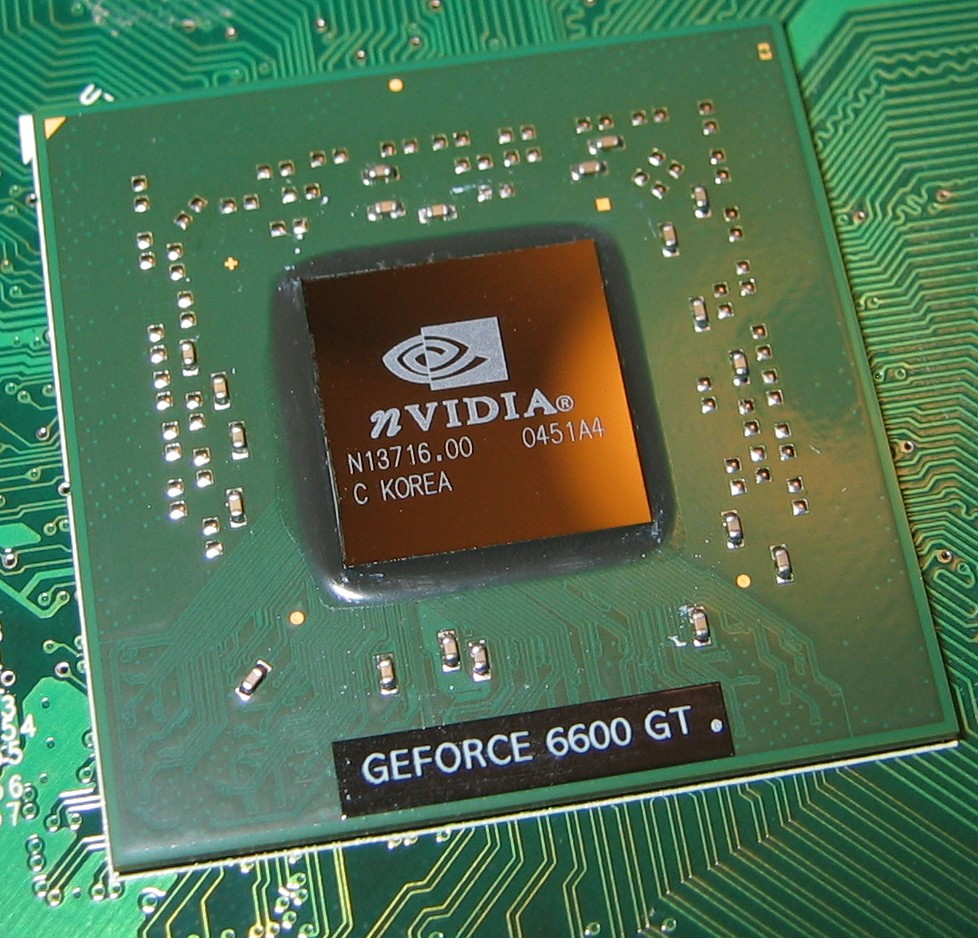
Procesorul grafic NV43 GeForce 6600 G

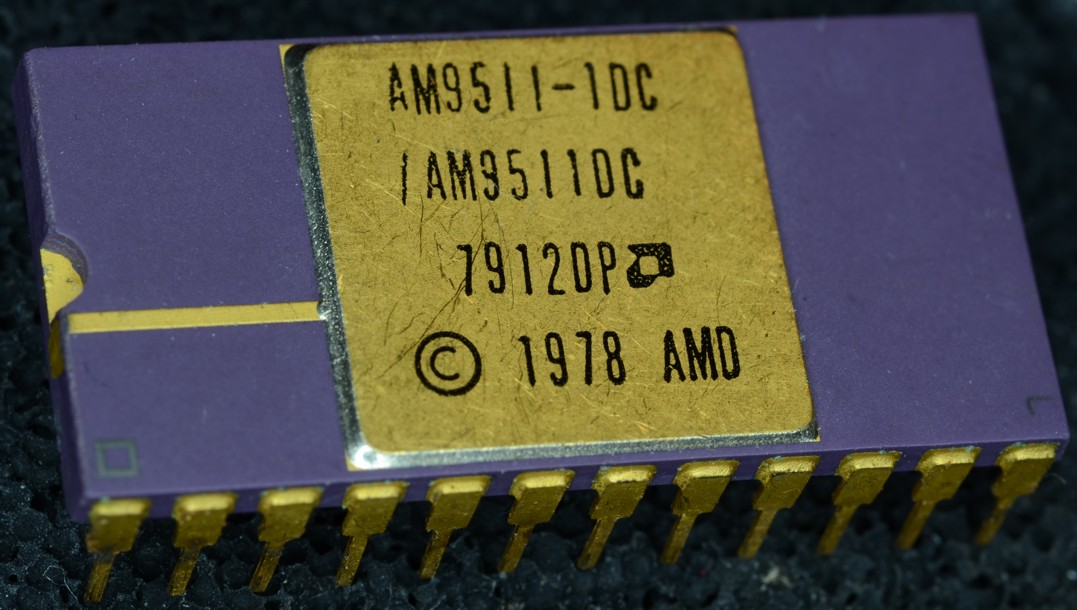
Coprocesor aritmetic AM9511-1

- microprocesoare de uz general (GPP) - este tipul cel mai comun de microprocesoare, care se află pe computerele desktop. Acestea sunt concepute pentru a sprijini o gamă largă de operațiuni.

- microcontroler (MCU) - un microprocesor care conține câteva componente suplimentare, cum ar fi [Memorie cu acces aleator[RAM]], ROM și porturi I/O, concepute în primul rând pentru a controla și conduce alte echipamente electronice. Microcontrolerele execută programe specifice fiecărei sarcini.

- procesor de semnal digital  (DSP) - microprocesor care este specializat în manipularea numerică a semnalelor.

- bit-microprocesor (BSM) - un microprocesor conceput ca un modul cu scopul principal de a permite asamblarea mai multor microprocesoare identice pentru a forma un procesor mai mare cu o anumită dimensiune de cuvânt dorită și arhitectură. [18]

- unitate de procesare grafică (GPU) - microprocesor  specializat în manipularea graficelor computerizate și a procesării imaginilor printr-un set de operații geometrice optimizate. Structura lor foarte paralelă, permite prelucrare eficientă a blocurilor mari de date vizuale.

- unitatea de procesare a fizicii (PPU) - un microprocesor specializat în manipularea calculelor fizice al obiectelor virtuale prezente în motorul grafic al unui joc video. Acestea includ dinamica fluidelor, detectarea coliziunilor, analiza elementelor finite etc.

- unitate de procesare neuronală (NPU) - sau procesor de inteligență artificială, este un microprocesor specializat în aplicații precum accelerarea hardware a algoritmilor rețelelor neuronale artificiale, recunoaștere vocală, traducere automată, manipularea modelelor predictive etc. [19]

- probabiliste - microprocesoarele de acest tip sunt distribuite pe scară largă relativ recent, responsabilitățile lor fiind analiza comparativă. Cel mai adesea, astfel de sisteme sunt utilizate în medicină pentru diagnosticarea bolilor, în biometrie, în sistemele de monitorizare, recunoașterea vocală, anti-spam și phishing. Adesea, utilizarea unor astfel de sisteme include operațiuni bancare legate, de exemplu, de definirea bonității debitorului.

- coprocesor - un microprocesor suplimentar care suportă procesorul principal (master) fie prin descărcarea unei părți din munca sa, fie prin furnizarea de operații suplimentare de prelucrare specializate cum ar fi criptografie, matematică, grafică, procesare de șir, interfața I/O etc.

Unele microprocesoare pot fi o combinație hibridă a câtorva dintre cele de mai sus. De exemplu, un microprocesor cu scop general poate avea un GPU integrat, ceea ce implică adăugarea unei unități suplimentare de procesare grafică la microprocesor pentru a permite manipularea mai eficientă a datelor video. 

## Structură
Există mai multe componente cheie prezente la un microprocesor, fiecare având o funcție specifică:

### Unitate aritmetică-logică
Unitate aritmetică-logică (UAL) este responsabilă cu operațiile de calcul aritmetic și/sau logic. Pentru realizarea funcțiilor sale, UAL utilizează registre proprii speciale.

### Unitatea de comandă și control
Unitatea de control (UCC) este responsabilă de controlul operațiilor efectuate de microprocesor pe baza decodificării instrucțiunilor, comandând toate celelalte componente. Realizarea concretă a unității de comandă și control este specifică fiecărui tip de microprocesor și determină multe din performanțele sale.

### Unitate de gestionare a memoriei
Unitatea de gestionare a memoriei (MMU) gestionează toate operațiunile de memorie asociate procesorului, traduce adrese logice în adrese RAM fizice, oferind protecție de memorie și abilități de paging, utile pentru memoria virtuală. Rolul acestei unități este calcularea adresei unui operand aflat în memoria externă, încărcarea acesteia pe magistrala de adrese și controlul transferului între memorie și microprocesor. În memoria externă se adresează instrucțiuni și operanzi. 

Memoria internă a microprocesorului este o memorie cache din chip, în care sunt procesate și stocate date intermediare între nucleele procesoarelor și alte magistrale care permite accesarea rapidă a datele utilizate frecvent. Este formată din registre cu dimensiunea (număr de celule de memorie) egală cu cea a magistralei de date.
Memoria cache este o memorie RAM SRAM dispusă pe nivele:
- L1 - este montat direct în microprocesor și poate reține o cantitate mică de date (16 -128 KB) și foarte rapid, de multe ori funcționează pe frecvența CPU. Are o lățime de bandă mare și nuclee de procesoare care lucrează direct cu acesta. Instrucțiunile sunt mai întâi căutate în această memorie.
- L2 - este montat direct în microprocesor sau în soclul în care este montat acesta. Dacă instrucțiunile nu au fost găsite în L1, atunci sunt căutate în L2, care este o memorie puțin mai mare și ceva mai lentă.
- L3 - reprezintă următorul nivel la care se caută instrucțiunile. Acesta este cel mai mare dintre memoriile cache și cel mai lent, dar mai rapid decât RAM-ul.[21]

### Registre
Registrele sunt utilizate pentru memorarea temporară a informației cu care lucrează unitatea aritmetică-logică. Un microprocesor are mai multe registre (de uz general, de date, de adrese). Fiecare registru este un grup de celule de memorie folosite pentru a întreține stocarea temporară a datelor în microprocesor. 

### Frecvența ceasului
Indică numărul de operații elementare pe care sistemul le poate efectua într-o secundă și este exprimată în MHz. Frecvența microprocesorului este direct proporțională cu performanța PC-ului, cu cât frecvența este mai mare, cu atât calculatorul este mai rapid și mai stabil. 
Numărul de instrucțiuni pe secundă (MIPS - Milioane de Instrucțiuni Pe Secundă) - reprezintă durata de execuție (exprimată în perioade de tact). Cele mai lungi instrucțiuni sunt cele pentru operații aritmetice în virgulă mobilă, de aceea, unitatea recunoscută este FLOPS (Floating Point Operation per Second).
Overclocking - implică aplicarea unei frecvențe de ceas mai mare la microprocesor decât recomandările producătorului, ceea ce permite executarea mai multor instrucțiuni în fiecare secundă. Acest lucru necesită adesea mai multă sursă de alimentare cu riscul defectării microprocesorului în caz de supraîncălzire.
Pipeline - este o tehnică de creștere a vitezei de execuție totale a procesoarelor, fără a ridica tactul. Ea constă în subdivizarea fiecărei instrucțiuni într-un număr de etape sau segmente, fiecare etapă fiind executată de câte o unitate funcțională separată a procesorului (segment pipeline). Segmentele “pipeline” sunt conectate între ele într-un mod analog asamblării unei conducte din segmente de țeavă. 
Programabilitatea - reprezintă o caracteristică esențială a microprocesorului. Programarea unei aplicații folosind un microprocesor se poate face, mai rar, la nivelul producătorului microcircuitului sau, mai des, la nivelul utilizatorului final.

### Arhitectură
Există două arhitecturi principale utilizate în procesoare:
- Arhitectură von Neumann - cele mai multe microcontrolere sunt realizate pe baza acestei arhitecturi. Microcontrolerele bazate pe această arhitectură au o unitate centrală (CPU) caracterizată de existența unui singur spațiu de memorie utilizat pentru memorarea atât a codului instrucțiunilor cât și a datelor. Există o singură magistrală internă care este folosită pentru preluarea instrucțiunilor și a datelor. Efectuarea celor două operații separate, în mod secvențial, are ca efect, încetinirea operațiilor. Este arhitectura cea mai des întâlnită pentru microprocesoarele de uz general.

- Arhitectură Harvard - la această arhitectură există spații de memorie separate pentru program și date. În consecință există și magistrale separate (de adrese și date) pentru codul instrucțiunilor și respectiv pentru date. Codul unei instrucțiuni poate fi preluat din memorie în timp ce se execută operațiile cu datele aferente instrucțiunii anterioare. Este arhitectura standard pentru procesoarele numerice de semnal (DSP - Digital Signal Processing).

### Modele de calcul
- CISC (Complex Instruction Set Computer) - detaliile sunt stabilite de microprocesor cu arhitectura, accentul este pus pe funcționalitate. Aproape toate microcontrolerele au la baza realizării CPU conceptul CISC. Majoritatea instrucțiunilor operează numai cu anumite spații de adrese sau registre, altele permit numai anumite moduri de adresare, etc.

- RISC (Reduced Instruction Set Computer) - este un concept de realizare a CPU, prin implementarea unui set redus de instrucțiuni „pipeline” care se pot executa foarte rapid și eficient; se obține o reducere a complexității microcircuitului, suprafața disponibilizată putând fi utilizată în alte scopuri.

- MISC (Minimal Instruction Set Computer) - arhitectură simplă bazată pe un număr minim de instrucțiuni. Setul de instrucțiuni se bazează pe stivă în loc de registre pentru a reduce operanzii necesari, datele sunt preluate direct din stivă. Deoarece și unitatea de decodare este redusă, procesoarele sunt mici și rapide. Instrucțiunile sunt dependente una de cealaltă, reducând paralelismul intern. Arhitecturile MISC sunt adesea folosite pentru a produce procesoare care interpretează comenzile de limbaj Forth sau Java.[26][27]

### Socket (soclu)
Este integrat în placa de bază, pe care se fixează microprocesorul. Priza plăcii de bază trebuie să fie identică cu cea a procesorului, altfel calculatorul nu va funcționa.

## Funcționare
În sensul cel mai larg, funcționalitatea de bază a unui microprocesor este de a citi în mod continuu date digitale constând din instrucțiuni și eventual valori.
Programul este compus din instrucțiuni care se află în memorie. Fiecare instrucțiune are o anumită adresă. Citirea instrucțiunilor din memorie se face în sensul crescător al adreselor la care sunt memorate. Activitatea microprocesorului constă, în principal, în execuția instrucțiunilor una câte una, în ordinea în care se află în program. Principalele etape sunt:
- citirea instrucțiunii din memorie şi stocarea sa într-un registru intern: pentru citirea instrucțiunii este necesară încărcarea adresei pe magistrala de adrese pentru a se realiza accesul la locația de memorie. Instrucțiunile sunt codificate pe 8 biți, ceea ce permite utilizarea tuturor combinațiilor binare, în total 256. Microprocesorul trebuie să dispună în permanență de adresa instrucțiunii curente, din care, prin incrementare obține adresa instrucțiunii următoare. În acest scop se utilizează un registru de adresare, numit numărător de program (PC - Program Counter) sau indicator de instrucțiuni (IP - Instruction Pointer) care conservă în permanență adresa curentă.

- decodarea instrucțiunii: reprezintă identificarea operațiilor conținute sub formă codificată în instrucțiune. Pentru obținerea informației din codul instrucțiunii, este necesară operația de decodare (decodorul are 8 intrări şi 256 ieşiri, câte una pentru fiecare instrucțiune codată) şi transformarea ieşirilor decodorului în comenzi electrice care urmează să activeze unitățile interne care vor executa operațiile prestabilite. De exemplu, o comandă de adunare care activează unitatea aritmetică pentru operația de adunare. Decodarea instrucțiunii furnizează şi informația privind numărul de octeți pe care îl conține. Astfel, unitatea centrală poate separa instrucțiunile din şirul de octeți al programului. Unele instrucțiuni conțin pe lângă unul sau doi octeți de cod şi operanzi. Aceştia sunt transferați în registrele de uz general, RI fiind rezervat exclusiv pentru coduri.

- executarea operațiilor într-o anumită ordine: după citirea unui octet din program, numărătorul de program (PC) este incrementat (conținutul creşte cu o unitate: PC+1), fiind astfel pregătit pentru extragerea octetului următor, care se află în memorie la adresa următoare în sens crescător. [28]

## Tehnologii proprietare
AMD
- 3DNow!: a fost introdusă pentru prima dată de AMD în mai 1998 cu AMD K6-2. Funcția sa principală este de a ajuta la procesarea grafică 3D și multimedia.
- AMD64 (x86-64): lansată în 2000 este o extensie a setului de instrucţiuni x86, care adaugă suport pentru registre generale pe 64-bit

- Cool'n'Quiet: tehnologie de scalare a frecvenței dinamice a procesorului și de economisire a energiei introdusă de AMD în 2002 cu linia sa de procesor Athlon XP. Funcționează prin reducerea ratei de ceas și a tensiunii procesorului atunci când procesorul este inactiv.

- AMD-V (AMD virtualization): prin care un singur procesor poate opera mai multe sisteme de operare simultan. Introdusă în 2006, cu Athlon 64 Orleans, Athlon 64 X2 Windsor și Athlon 64 FX Windsor.

- AMD Turbo Core: tehnologie apărută în 2010 care permite procesorului să regleze și să controleze dinamic frecvența de funcționare, ceea ce permite performanțe sporite, menținând în același timp parametri termici și de putere mai mici în timpul funcționării normale.

- PowerNow!: tehnologie de scalare a frecvenței dinamice și de economisire a energiei pentru microprocesoarele de laptop.

Intel
- SSE (Streaming SIMD Extensions): introdusă în 1999 în seria Pentium III, la scurt timp după apariția AMD 3DNow!

- Hyper-Threading: tehnologie pentru efectuarea de sarcini multiple simultan în microprocesoare x86. A fost introdusă pe procesoarele de server Xeon și desktop Pentium 4 în 2002

- Intel Turbo Boost: creșterea frecvenței procesorului, în funcție de volumul de lucru al nucleului. Introdusă din 2008 în procesoarele Core i3, Core i5, Core i7, Core i9 și Xeon.

- Intel Virtualization: prin care un singur procesor poate opera mai multe sisteme de operare simultan. [29]

## Vezi și
- ARM
- ASIC
- Chip multiprocessor
- Complex Instruction Set Computer
- Cronologie a microprocesoarelor
- Microcontroler
- Multithreading
- Paralelizare la nivel de instrucţiune
- Procesor numeric de semnal
- Procesor multi-core
- Set de instrucţiuni
- Socket (procesor)
- SPARC
- System-on-a-Chip